# Bolesławiec
Bolesławiec (łac. Boleslavia, niem. Bunzlau, Buntzlau, śl-niem. Bunzel) – miasto w Polsce, w województwie dolnośląskim, siedziba powiatu bolesławieckiego, historycznie leżące na Dolnym Śląsku. Przez miasto przepływa rzeka Bóbr, okoliczne obszary leśne należą do Borów Dolnośląskich. W latach 1975–1998 miasto należało administracyjnie do województwa jeleniogórskiego.
Według danych Głównego Urzędu Statystycznego 1 stycznia 2023 r. miasto liczyło 37 293 mieszkańców (114. miejsce w kraju). Gęstość zaludnienia wynosi 1632,1 osób/km² (10. miejsce w województwie).

## Nazwa

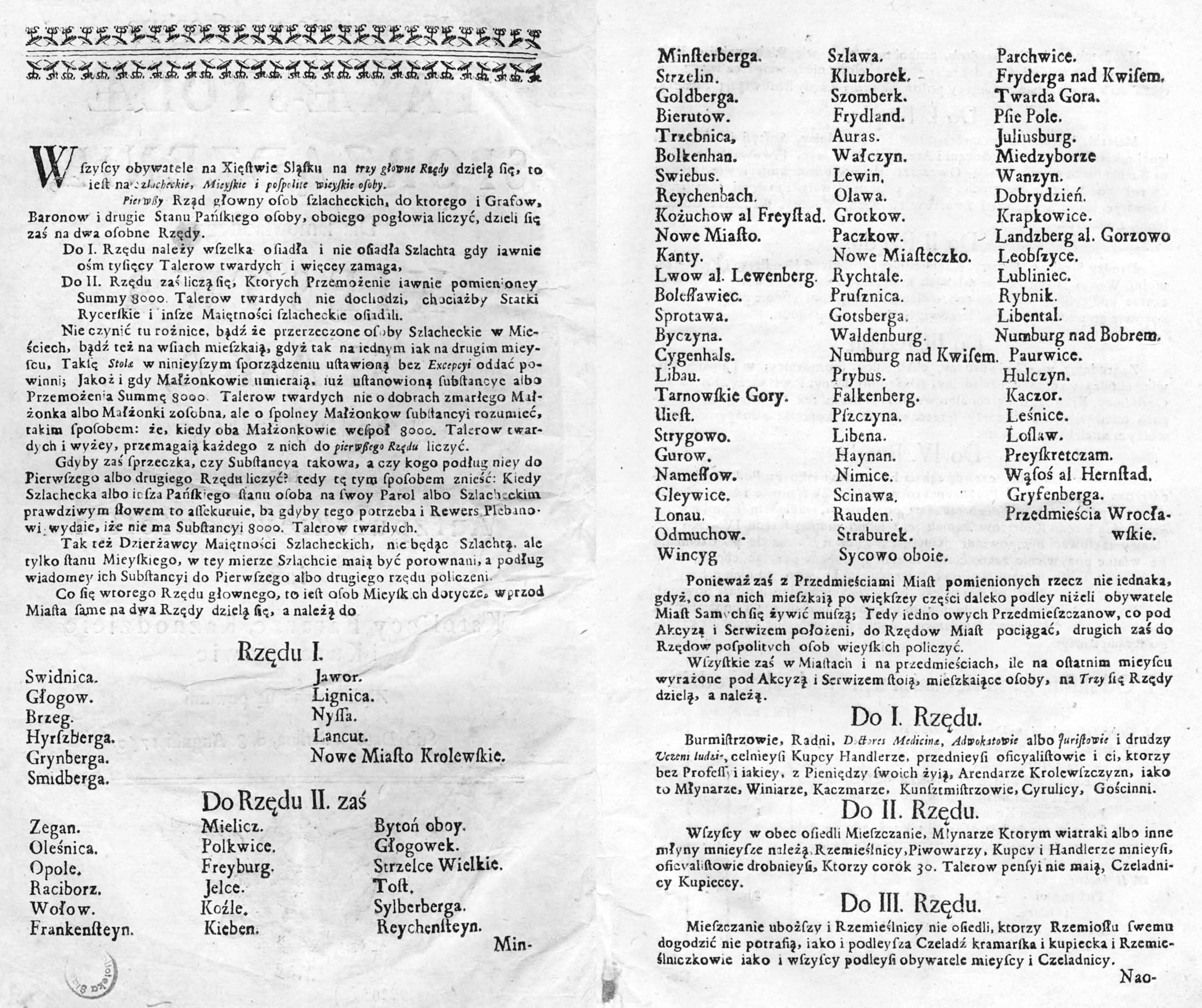
Nazwa Bolesławiec wśród innych nazw śląskich miejscowości w urzędowym pruskim dokumencie z 1750 wydanym w języku polskim w Berlinie.

Nazwa Bolesławiec jest patronimiczną nazwą wywodzącą się od słowiańskiego imienia Bolesław, złożonego z dwóch członów staropolskiego nieużywanego obecnie określenia bole(j) oznaczającego bardzo oraz sław oznaczającego sławę. Imię to oznacza dosłownie „bardzo sławny” i nadano ją miastu na cześć fundatora Bolesława I Wysokiego, który założył miasto około 1190, nadając mu liczne przywileje. Heinrich Adamy w swoim spisie nazw miejscowości na Śląsku, wydanym w 1888 we Wrocławiu, wymienia nazwę miasta zanotowaną w dokumencie z 1196 – Boleslawez, podając jej znaczenie Stadt des Boleslaw I (pol. Miasto Bolesława I).
Miejscowość pod zlatynizowaną nazwą castrum Boleslavec wymieniona jest w łacińskim dokumencie z 1277 sygnowanym przez księcia polskiego Bolesława (łac. Boleslaus dux Polonie). W 1295 w kronice łacińskiej Liber fundationis episcopatus Vratislaviensis miejscowość wymieniona pod zlatynizowaną nazwą Boleslavia oraz Boleslawetz, Bolezlavitz.
Nazwa miejscowości w zlatynizowanej formie Boleslavicz wymieniona jest w łacińskim dokumencie z 1312 wydanym w Głogowie. W spisanym po łacinie dokumencie średniowiecznym z dnia 31 października 1310 miasto wymienione jest pod zlatynizowaną nazwą Boleslauia. W 1475 w łacińskich statutach Statuta Synodalia Episcoporum Wratislaviensium miejscowość wymieniona jest pod zlatynizowaną nazwą Boleslauia. W roku 1613 śląski regionalista i historyk Mikołaj Henel z Prudnika wymienił miejscowość w swoim dziele o geografii Śląska pt. Silesiographia podając jej łacińską nazwę: Boleslavia.
Występująca od XIII w. niemiecka nazwa Bunzlau jest zgermanizowaną formą wywodzącą się od nazwy polskiej. W dziele szwajcarskiego geografa Matthäusa Meriana pt. „Topographia Bohemiae, Moraviae et Silesiae” z 1650 miasto wymienione jest pod nazwą Boleslau.
W 1750 polska nazwa Bolesławiec wymieniona jest w języku polskim przez Fryderyka II pośród innych miast śląskich w zarządzeniu urzędowym wydanym dla mieszkańców Śląska. Nazwę miasta jako Bolesław w książce „Krótki rys jeografii Szląska dla nauki początkowej” wydanej w Głogówku w 1847 wymienił śląski pisarz Józef Lompa. Polską nazwę Bolesławiec oraz niemiecką Bunzlau wymienia w 1896 śląski pisarz Konstanty Damrot w książce o nazewnictwie miejscowym na Śląsku. Damrot w swojej książce wymienia również starsze nazwy z łacińskich dokumentów: 1377 – Boleslawcze, 1417 – Boleslawicz, 1446 – Boleslavice.
Słownik geograficzny Królestwa Polskiego podaje dwie nazwy miejscowości: polską nazwę Bolesławiec oraz niemiecką Bunzlau.
Obecna nazwa została urzędowo zatwierdzona w 1946.

## Historia

### Epoka paleolitu (ok. 10 000 – ok. 8300 lat p.n.e.)

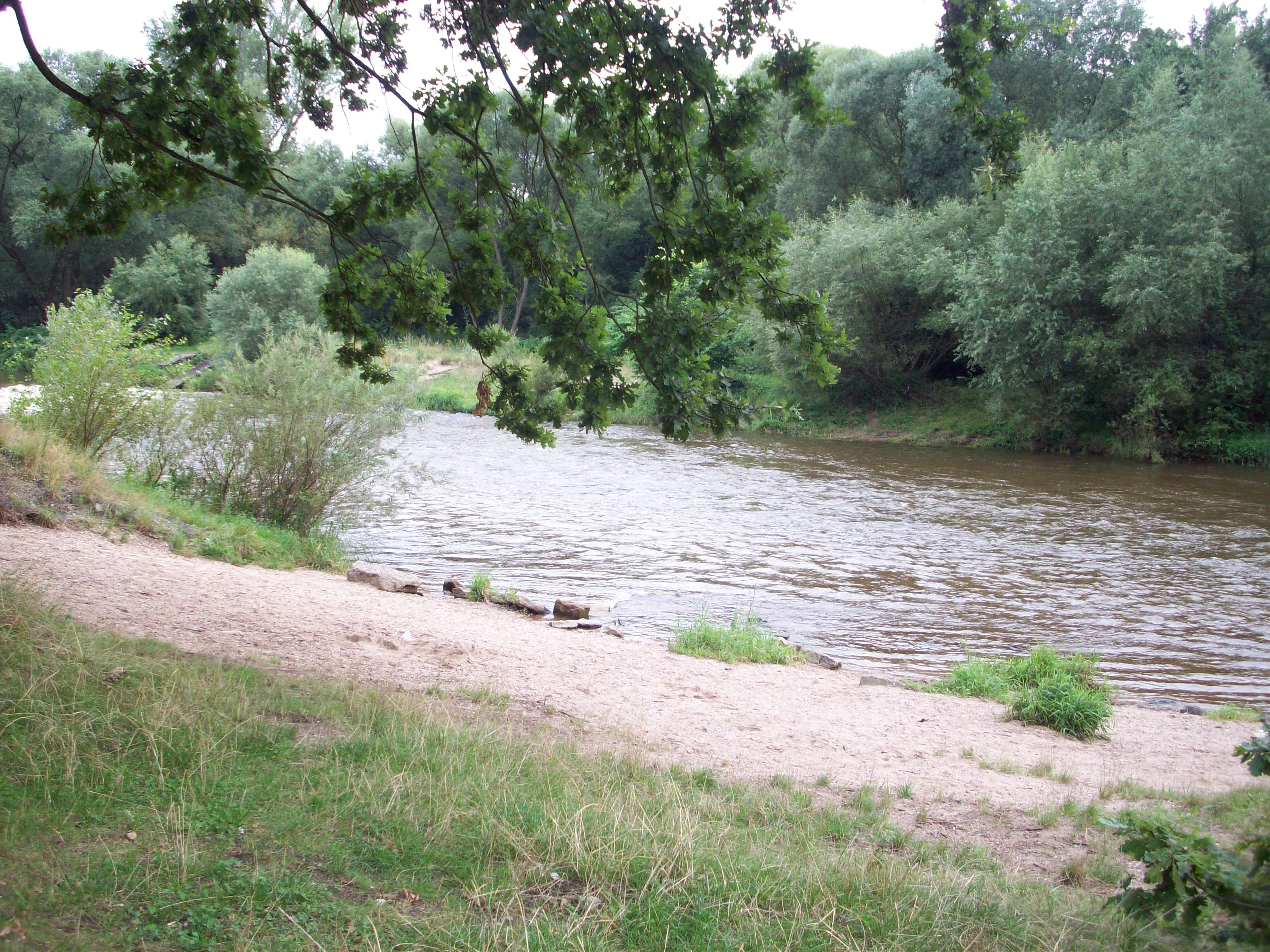
Rzeka Bóbr w Bolesławcu

Najstarsze ślady pobytu człowieka w rejonie Bolesławca pochodzą z młodszej fazy późnego paleolitu, tj. ok. 10 000 lat p.n.e. W 1974 na wysokim tarasie Bobru w Bobrowicach koło Szprotawy odnalezione zostały narzędzia krzemienne z tego okresu (liściak typu Lyngby wraz z dwoma fragmentami odłupków). W tym samym czasie w Golnicach koło Bolesławca, również na terasie dopływu Bobru odkryte zostały podobne wyroby (asymetryczny tylczak z retuszowaną bazą oraz dwa duże łuskowe fragmenty odłupków). Usytuowanie znalezisk ma ścisły związek z górskim charakterem Bobru. Dolina tej rzeki, szeroka od 500 do 3500 m, w okresie wiosennym i w czasie ciągłych opadów deszczu znajdowała się pod wodą. Poziom wód gruntowych sprawiał, iż opadała ona powoli. W związku z tym dolina przez długi czas była trudno dostępna. Dla własnego bezpieczeństwa człowiek późnego paleolitu przebywał więc na tym obszarze na terenach zabezpieczających go przed żywiołem wodnym.

### Epoka mezolitu (ok. 8300 – ok. 4500 lat p.n.e.)
W dorzeczu Bobru odkryto 45 stanowisk datowanych na epokę mezolitu, od Bolesławca do Krosna Odrzańskiego. Wszystkie one, podobnie jak i w paleolicie, usytuowane są przy krawędziach dolin, na wyższych terasach lub wydmach, przede wszystkim po stronie południowej lub południowo-zachodniej. Odkryte znaleziska to obozowiska wielkości od 2–3 arów do 1 ha (w tym przypadku byłoby to kilka małych funkcjonalnych w tamtym czasie stanowisk), na których terenie odnaleziono nieliczne wyroby krzemienne. Zamieszkująca w tym czasie dorzecze Bobru ludność przybyła tutaj u schyłku paleolitu z kręgu tzw. kultury Federmesser i ahrensburskiej. Po ociepleniu się klimatu pozostała tu część ludności uczestniczyła w powstaniu społeczności mezolitycznej, określanej mianem grupy protokomornickiej. Po dalszym ociepleniu opuściła ona jednak rejon Bobru, a na te obszary przybyła u schyłku okresu borealnego ludność postmaglemoska, zapewne z kultury chojnicko-pieńkowskiej. Zajmowała się głównie eksploatacją środowiska leśno-wodnego (łowiectwo, rybołówstwo). Kres osadnictwa mezolitycznego nastąpił w końcu II okresu neolitu.

### Epoka neolitu (ok. 4500 – 1800 lat p.n.e.)
Rejon Bolesławca penetrowany był także w epoce neolitu, zwłaszcza przez plemiona kultury ceramiki sznurowej. Potwierdzeniem tego jest stanowisko tej kultury odkryte w Bolesławicach (kamienny toporek). Największe skupiska osadnicze wystąpiły w Pradolinie Głogowsko-Baryckiej, Nizinie Śląskiej i Kotlinie Raciborskiej, w miejscach występowania najżyźniejszych gleb i nieco już przetrzebionych lasów. Ze względu na znaczną ruchliwość plemion tej kultury sądzi się, że w ich sposobie gospodarowania dominował chów oraz pewne formy pasterstwa. Z czasem ludność tej kultury została zasymilowana przez napływającą z zewnątrz społeczność posługującą się lepszymi wyrobami z brązu.

### Epoka brązu (1800 – 700 lat p.n.e.)
Najważniejszą kulturą archeologiczną epoki brązu była kultura łużycka, poprzedzona kulturą przedłużycką, która nie zatracając charakteru mogiłowego, wytworzyła cały szereg cech lokalnych. Umiejscawiana między Kaczawą a górnym Bobrem i Szprotawą. Prawdopodobnie w tym czasie miała miejsce stabilizacja osadnicza ludności tej kultury na Śląsku, Saksonii, Łużycach i w Wielkopolsce. Z tego okresu tzw. fazy klasycznej kultury przedłużyckiej odnaleziono w Bobrowicach koło Szprotawy uchatą szpilę o zdobionej główce. W niedalekiej od Bolesławca Osiecznicy znaleziono z kolei brązową siekierkę z brzegami. Mimo iż ślady pobytu ludności kultury łużyckiej odnaleziono na brzegach niemal całego biegu Bobru, to jednak teren ten nie należy do dużych obszarów osadniczych (z wyjątkiem okolic Żagania i Nowogrodu Bobrzańskiego). Kilkanaście stanowisk odkrytych w pobliżu Bolesławca wskazuje wszelako na dość intensywną penetrację tej części ziem nadbobrzańskich przez społeczności kultury łużyckiej. Stanowiska te (cmentarzyska) usytuowane są m.in. w Bolesławcu, Bolesławicach, Buczku Małym, Kruszynie-Godnowie, Rakowicach-Otoku.

### Epoka żelaza (okres lateński i rzymski 400–500 lat n.e.)
Po krótkim okresie halsztackim (700–400 lat p.n.e.), w którym upadła kultura łużycka, nastąpił okres lateński (w okolicach Wrocławia datowany na czas między IV w. p.n.e. a schyłkiem II w. n.e.). Rejon Bolesławca znajdował się poza oddziaływaniem „celtyckich” grup kulturowych. Pomimo tego w Bolesławcu znaleziono brązową zapinkę z wolną piętką i tarczką. Reprezentuje ona rzadki okaz zapinki Munssingenskiej z cięciwą obwiniętą wokół kabłąka. Druga z fibul, żelazna z wolną piętką i niedużą zdobioną kulką przynależy do późnej wersji zapinki duchcowskiej (nazwa od skarbu w Duchcowie). Obie są formami wczesnolateńskimi. Przypuszcza się, że te znaleziska wskazują na istnienie dodatkowego szlaku kontaktu Celtów z Północą. W rejonie Szprotawy i Starej Koperni koło Żagania odkryto żelazne zapinki kowalewicke w grobach kultury pomorskiej. Pod koniec II w. n.e. miejsce Celtów zajęła ludność kultury luboszyckiej (połowa II w. – IV–V w. n.e). Badania nad osadnictwem w tym rejonie w okresie przedrzymskim i wpływów rzymskich z wyjątkiem luźnych znalezisk oraz ceramiki dowodzącej istnienia osady, jak dotychczas, nie potwierdziły istnienia tutaj zawartego osadnictwa. Znajdowało się ono bowiem na pograniczu kultury luboszyckiej i legnickiego rejonu kultury przeworskiej. Wspomniane znaleziska z okresu wpływów rzymskich (I w. p.n.e. – VI w. n.e) nie należą do imponujących. W latach 1932–1933 w Bolesławicach odkryto dwie monety rzymskie (jedna z brązu), które znajdowały się w prywatnym posiadaniu, a obecnie uważane są za zaginione. Znacznie wcześniej (1820 rok) w Bolesławcu odkryto denar rzymski wraz z ostrzem włóczni, a następnie w 1941 denar Gordiana III z lat 238–244. Monety te dowodzić mogą istnienia szlaku handlowego w tym rejonie już w I połowie I tysiąclecia. Uwagę zwraca natomiast odkrycie w Bolesławcu osady (ceramika) kultury luboszyckiej. Nieco dalej na północ od miasta, w Parkoszowie, odnaleziono cmentarzysko tej kultury z pięcioma grobami wyposażonymi w ceramikę i ułamkami ciałopalenia oraz stopione szkło i ułamek grzebienia. Sądzi się, że osadnictwo w tym okresie zajmowało niewielki obszar wzdłuż Bobru.

### Bolesławiec wczesnopiastowski
W VI/VII wieku Śląsk oraz Łużyce nie były jeszcze zasiedlone przez Słowian. Przybyli oni na Śląsk w VII wieku, jednak w rejonie Bolesławca nie odnaleziono śladów ich pobytu w tym czasie, podobnie jak pozostałości tzw. kultury Sukow-Szeligii, obejmującym swoim zasięgiem między innymi Pomorze Zachodnie, Meklemburgię, Brandenburgię, Łużyce, Mazowsze płockie, Wielkopolskę, Śląsk oraz prawdopodobnie przejściowo Małopolskę południową. Występowała ona w północnych rejonach Dolnego Śląska koło Ślęży. Podobnie niejasno przedstawia się sytuacja osadnicza w rejonie Bolesławca w VIII wieku. Zdaniem niektórych badaczy obszar ten wchodził do strefy Tornow-Klenica, która obejmowała część Łużyc, ziemię lubuską, część Wielkopolski i północne terytoria Dolnego Śląska. Podobnie jak poprzednio nie odkryto jeszcze stanowisk potwierdzających przynależność Bolesławca do tej strefy. Pierwsze znaleziska potwierdzające istnienie osadnictwa w Bolesławcu na przełomie VIII i IX wieku są ze względu na ich formę niezwykle cenne. Odnaleziono bowiem zakończenie pasa tzw. typu blatnickiego, pochodzące ze strefy Blatnica-Mikulżice datowanej na lata 790–830. Wyróżnia się ona wyrobami powstałymi po upadku kaganatu awarskiego, nawiązującymi do wyrobów zachodnich. Zakończenie pasa odnalezione w Bolesławcu posiada cechy karolińskie. Odnaleziona zaś ostroga jest naśladownictwem wyrobów wczesnokarolińskich. Bolesławiec znajduje się więc na granicy wpływów wczesnokarolińskich, obejmujących swoim zasięgiem Słowian Połabskich, a potem pas na wschód od Odry i Nysy Łużyckiej aż do Bolesławca, a następnie aż do rejonu Ślęży i w kierunku południowo-zachodnim obejmując Czechy. Niezwykle ważnym znaleziskiem jest misa żelazna tzw. typu śląskiego. Uważa się je ostatnio coraz częściej za pierwotną formę pieniądza pozakruszcowego, którą na Morawach i w Małopolsce wyparła doskonalsza jego forma – grzywna siekieropodobna. Bolesławiecka miska jest najdalej na zachód wysuniętym znaleziskiem dosyć zwartej strefy występowania takich produktów na Śląsku. Po wejściu Śląska w obieg wpływów państwa wielkomorawskiego w rejon Bolesławca nie dotarły oddziaływania Wielkich Moraw, które są widoczne na terenach sąsiednich Trzebowian czy Dziadoszan. Podobnie nie dotarły tutaj oddziaływania czeskie widoczne u pierwszego plemienia.

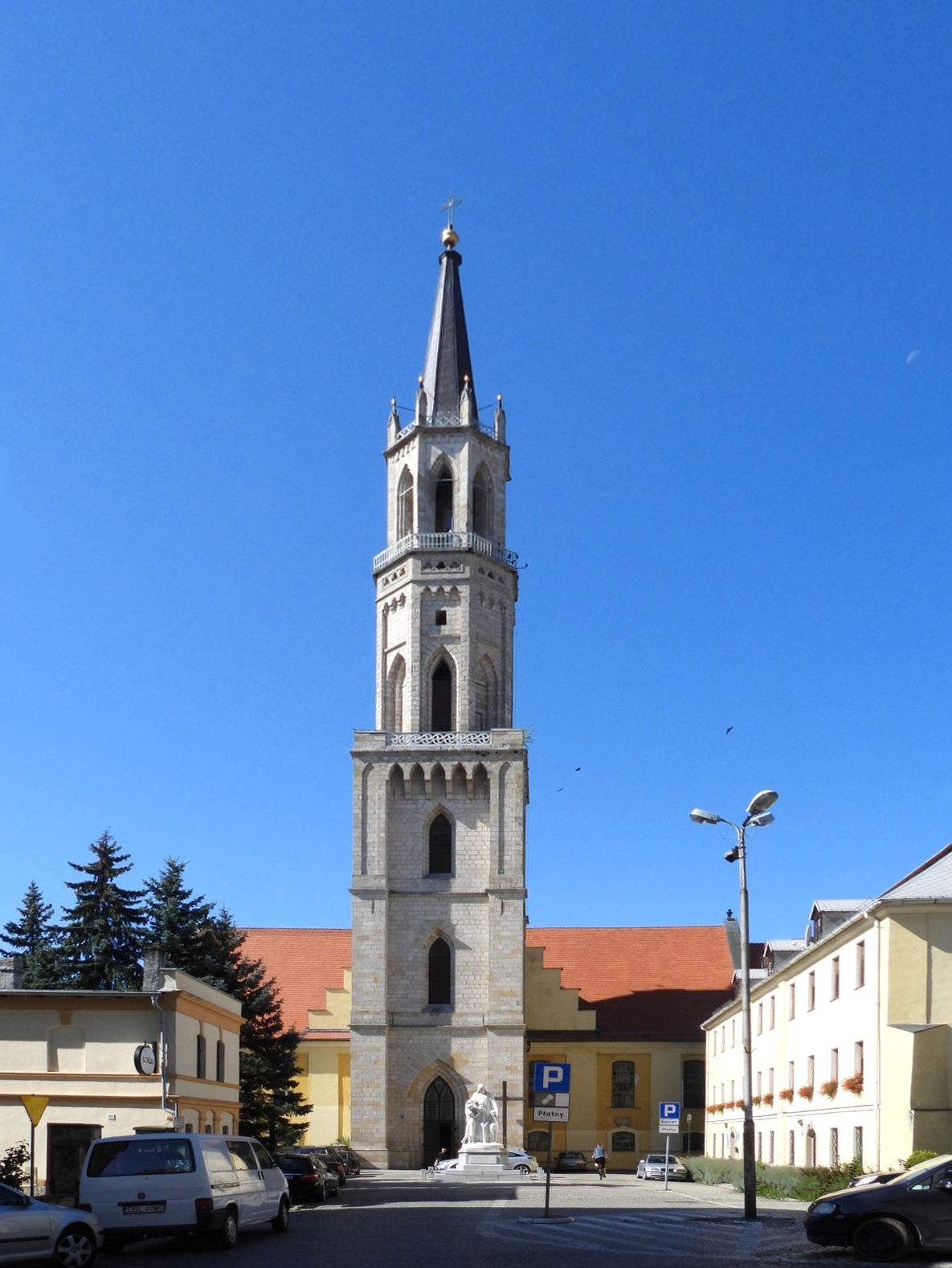
Pl. Zamkowy – wieża zamkowa do której dobudowano kościół Matki Bożej Nieustającej Pomocy

Sytuacja dotycząca osadnictwa na Śląsku w X–XI wieku staje się nieco jaśniejsza po sięgnięciu do źródeł pisanych. W ich świetle na zachód od Trzebowian i Dziadoszan, w dorzeczu środkowego Bobru, rozsiadło się plemię Bobrzan. Ich obecność tutaj poświadcza jedynie tak zwany dokument praski z 1086, wprawdzie podejrzany, ale dane w nim zawarte są przyjmowane powszechnie jako odpowiadające sytuacji z 973. Stwierdza się w nim, iż północne granice biskupstwa praskiego wyznaczają plemiona Trebouane (Trzebowianie), Pobrane (Bobrzanie), Dedosize (Dziadoszanie), które graniczą przez las z Miliczanami. Z nich faktycznie graniczyć mogli z Miliczanami tylko Bobrzanie. Nazwa tego plemienia wyraźnie wskazuje, że ich siedzib należy szukać nad Bobrem. Badania archeologiczne potwierdziły istnienie większego skupiska osadniczego między Szprotawą a Nowogrodem Bobrzańskim, zajmowało ono obszar 350–400 km². W tym rejonie większość badaczy sytuuje właśnie siedziby Bobrzan. Zatem Ilua (Iława) wspomniana w kronice Thietmara byłaby stołecznym grodem Bobrzan i wokół niego koncentrowałoby się osadnictwo tego plemienia. Byliby więc Bobrzanie jakąś małą jednostką terytorialną, jakie spotkać można między innymi na Łużycach i u Serbów połabskich. Ich plemię mogło się wydzielić podczas rozwoju terytorialnego Dziadoszan, przez których zostali ponownie wchłonięci. W rozumieniu politycznym Bobrzanie nie byli więc plemieniem, ale częścią rozleglejszej jednostki. Obszar okolic Bolesławca pokrywa rozległa, dobrze poświadczona źródłowo, puszcza. Badania archeologiczne pozwoliły stwierdzić, że osadnictwo w tym rejonie w okresie wczesnośredniowiecznym było słabo rozwinięte. W zasadzie poświadczone zostało funkcjonowanie grodu jedynie w Otoku, mniej prawdopodobne wydaje się istnienie grodziska w Łagowie nad Kwisą. W niektórych pracach dopuszcza się istnienie grodu w Bolesławicach. Były to prawdopodobnie jedne z najdalej na południe wysuniętych grodów Bobrzańskich (Dziadoszańskich), którym łączność z głównym ośrodkiem osadnictwa zapewniały Bóbr i Kwisa. Gród na lewym brzegu na terenie Bolesławic datowany na okres przed połową X wieku, zlokalizowany został przez archeologów niemieckich w okresie przedwojennym w ramach badań powierzchniowych. Podczas nowych badań prowadzonych w 1960 nie udało się zlokalizować grodziska. Stąd wysunięto przypuszczenie, iż w tym czasie zostało ono całkowicie zniszczone. Nowsze prace nie zajmują się już tym grodem, uznając go i chyba słusznie, za byt nieistniejący, wytwór przedwojennej historiografii niemieckiej. Słabo poświadczone w tym rejonie osadnictwo w okresie wczesnośredniowiecznym spowodowane było początkowo istnieniem tak zwanej granicy strefowej biegnącej pasmem puszcz między Nysą Łużycką a Bobrem. Wraz z rozwojem osadnictwa – z jednej strony śląskiego, a z drugiej łużycko-milczańskiego – w związku z rozgraniczaniem posiadłości dominialnych, granica strefowa przechodzić zaczęła w granicę linearną na Kwisie i Bobrze, ukształtowaną ostatecznie na przełomie XII i XIII wieku. Granicą zachodnią Śląska stała się wtedy Kwisa.
Według legend Bolesławiec miał powstać w X wieku, za panowania Mieszka I. Na terenie obecnego Starego Miasta miały znajdować się trzy karczmy, obsługujące podróżnych na szlaku między Dreznem a Wrocławiem, ponadto przy tych karczmach miał istnieć gród obronny. Badania archeologiczne z 2009 roku dowiodły, że w północnej części obecnego Bolesławca, przy ulicy Topolowej, już pod koniec IX wieku istniało grodzisko, co pozwala domniemywać, że w legendzie o trzech karczmach znajduje się ziarno prawdy. Według zapisów dziewiętnastowiecznej Kroniki Bergemanna bolesławiecki gród miał w 1094 roku zacięcie i zwycięsko bronić się przed najazdem wojsk czeskich.

### Miasto Książąt śląskich
Pierwsze pewne i potwierdzone źródłowo informacje o Bolesławcu mamy jednak dopiero z ok. 1194 roku. Zgodnie z tą wersją Bolesławiec nosiłby swoje miano od imienia księcia Bolesława Wysokiego, który miał założyć osadę w miejscu obecnej starówki. Bardzo możliwe jest, że już wtedy powstał kościół pw. św. Doroty, który z czasem został zastąpiony przez obecny kościół pw. Wniebowzięcia Najświętszej Marii Panny i św. Mikołaja, będący obecnie bazyliką mniejszą. Według kolejnej legendy miał on powstać dzięki fundacji wrocławskiego kupca, który w okolicach Bolesławca został ocalony z grzęsawiska, a ufundowanie kościoła było dla niego wypełnieniem złożonego Bogu w chwili niebezpieczeństwa ślubu. W XIII wieku w rejonie obecnych ulic Armii Krajowej i Teatralnej powstał także klasztor dominikanów, na skrzyżowaniu obecnych ulic Prusa i Zgorzeleckiej stał kościół Naszej Kochanej Pani (Unsere Liebe Frauen-Kirche), mamy też informacje o istnieniu kościoła św. Jadwigi i tzw. Kościoła Pogrzebowego, który znajdował się na cmentarzu przy obecnej ulicy Garncarskiej. Z XIV wieku mamy też pierwsze informacje o istniejącym w Bolesławcu drewnianym ratuszu.
Żydzi mieszkali w Bolesławcu prawdopodobnie już w 1190 roku, kiedy to mieszczanie pożyczyli pewną sumę pieniędzy, niezbędnych do budowy murów miejskich. W zamian za to wyznaczono im własną ulicę i synagogę.
Bolesławiec został lokowany między 1226 a 1251 rokiem, właśnie w rejonie obecnego Starego Miasta. Z tego okresu nie mamy już żadnych informacji o grodzisku przy ulicy Topolowej, które najpewniej zostało opuszczone. Miasto szybko uległo germanizacji.
W 1361 roku liczba żydowskich mieszkańców wynosiła 360. Żydzi byli właścicielami 31 domów. Zajmowali się drobnym handlem, rzemiosłem, drobnymi usługami.

### Bolesławiec w Koronie Czeskiej

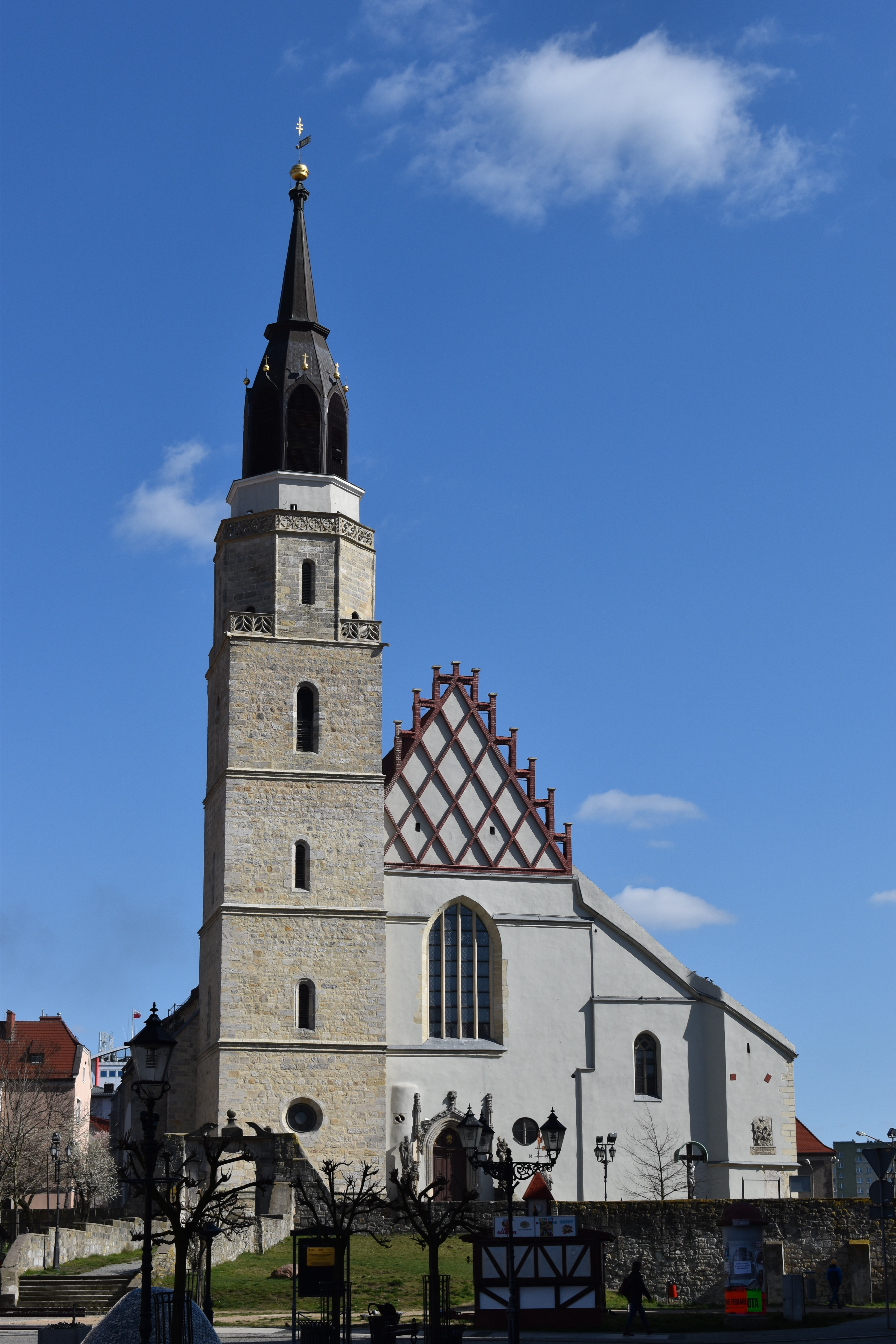
Bazylika Wniebowzięcia Najświętszej Maryi Panny i św. Mikołaja w Bolesławcu

W 1392 Bolesławiec, należący wtedy do księstwa jaworsko-świdnickiego, dostał się pod panowanie czeskie, podobnie jak całe księstwo. W XIV w. z podatków nałożonych na ludność żydowską mieszkańcy Bolesławca sfinansowali budowę murów miejskich pomiędzy Górną Bramą a Bramą Mikołajską. 18 czerwca 1429 roku miasto padło ofiarą niszczycielskiego najazdów husytów, podczas którego wymordowano znaczną liczbę mieszkańców oraz spalono cały Bolesławiec. Miasto zostało zdobyte w wyniku zdrady jednego z mieszczan, który podłożył ogień pod Górną Bramą, znajdującą się w pobliżu obecnego Okrąglaka przy placu Piłsudskiego. Bolesławiec czekała po tych wydarzeniach wieloletnia odbudowa. W 1454 roku Żydzi zostali wypędzeni z miasta. Pod koniec XV wieku miała miejsce rozbudowa kościoła Mariackiego, co zaowocowało rozbiórką kościoła św. Doroty. Część tej świątyni włączono do poszerzającego się kościoła. Pamiątki po tej przebudowie zachowały się do dziś w postaci inskrypcji, umieszczonych w murach bazyliki. W 1524 roku do Bolesławca przybył Jakub Süssenbach, który wygłosił w Kościele Mariackim poruszające kazanie. Kazanie spowodowało, że znaczna część mieszczan przeszła na stronę protestantów. Z czasem został zlikwidowany klasztor dominikanów, a Kościół Mariacki zamieniono w świątynię luterańską, który to stan rzeczy odmienił się dopiero w 1629 roku, kiedy kościół wrócił w ręce katolików. W kościele tym znajdowała się pierwsza znana bolesławiecka biblioteka. Była to tzw. biblioteka łańcuchowa, licząca ok. 150 woluminów.
Od 1525 w Bolesławcu działał architekt Wendel Rosskopf, który brał udział w pracach nad wnętrzem kościoła Mariackiego (Bazyliki) i stworzył tzw. Pałac Ślubów, znajdujący się do dziś w miejskim ratuszu i aż do XX wieku pełniący rolę miejskiej karczmy. W dolnej części wieży ratusza zachowały się do dzisiaj renesansowe sgraffita, wokół których wykonano nawiązującą do nich kopię. Do Pałacu Ślubów prowadzi okazały renesansowy portal, ufundowany przez jednego z szesnastowiecznych burmistrzów Bolesławca, Paula Hanewalda.
W Bolesławcu urodził się niemiecki poeta okresu baroku, Martin Opitz, którego niewielki pomnik znajduje się od niedawna przy ulicy Komuny Paryskiej. Opitz był jednym z wybitnych przedstawicieli tzw. śląskiej szkoły poetyckiej, która w I połowie XVII wieku miała ogromny wpływ na literaturę niemiecką. Innym znanym poetą z tej szkoły, pochodzącym z Bolesławca, był Andreas Scultetus. Miasto poważnie ucierpiało podczas wojny trzydziestoletniej, kiedy to przez Bolesławiec niejednokrotnie przeszły wojska szwedzkie, pozostawiając za sobą zgliszcza. Ponadto w czerwcu 1623 roku w mieście doszło do wielkiej epidemii dżumy, która doprowadziła do śmierci Mimo wielkich zniszczeń, miasto zdołało się podźwignąć ze strat, jakie poniosło, na co dowodem może być kolejna przebudowa wnętrza kościoła Mariackiego, podczas której przybrało ono obecny, barokowy kształt.

### Bolesławiec w czasach pruskich i niemieckich

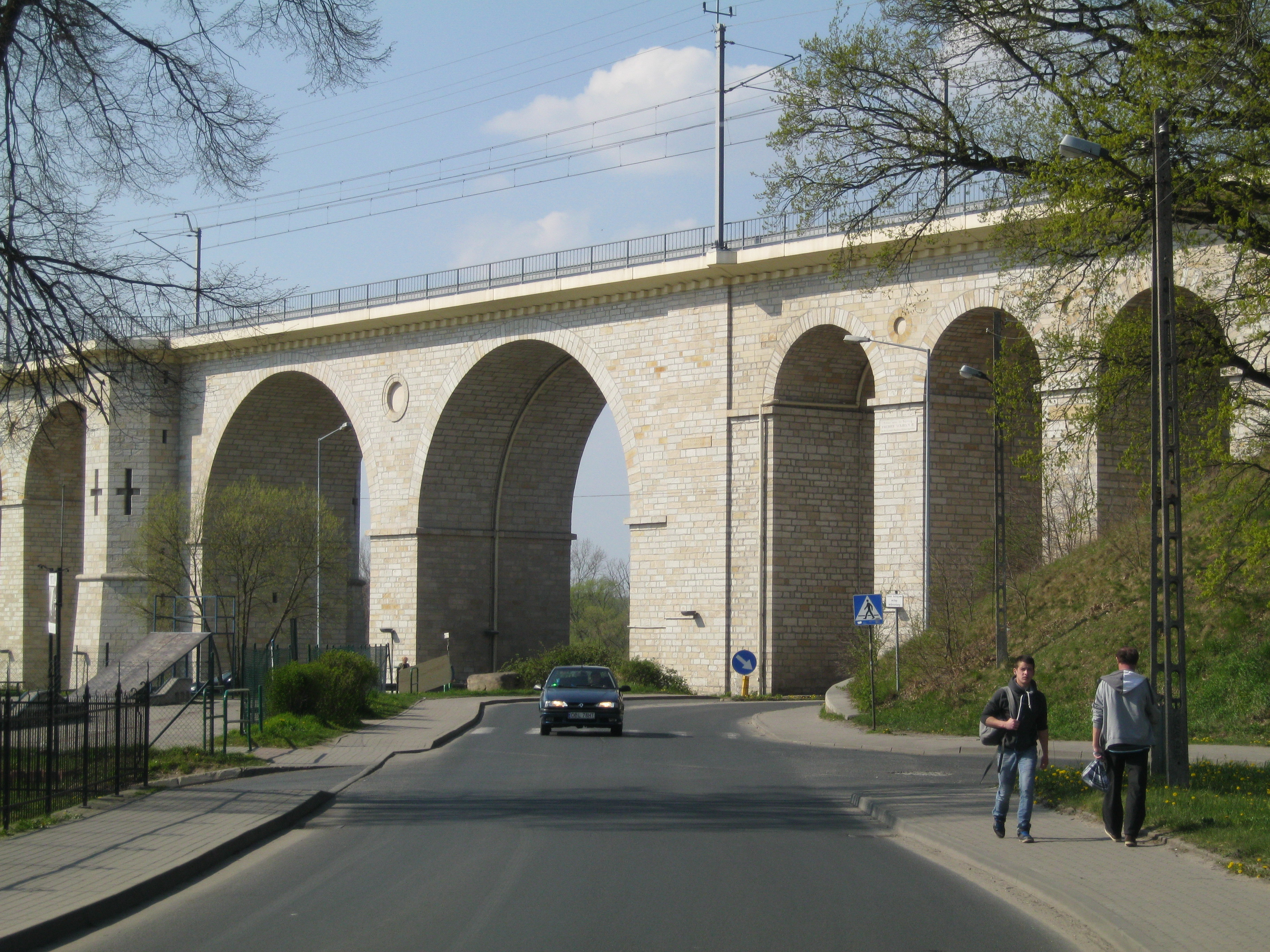
Wiadukt kolejowy w Bolesławcu.

W czasie wojen śląskich miasto dostało się pod panowanie pruskie. W 1745 powstała grafika przedstawiająca ze szczegółami ówczesne miasto, wykonana przez Friedricha Wernera. Widać na niej, że miasto zajmowało tylko niewielką część obecnej powierzchni, ograniczone przez średniowieczne mury obronne. W centrum znajdował się rynek z ratuszem, na prawo od którego był kościół parafialny, obecna bazylika. Miasto posiadało trzy bramy – Górną (rejony obecnego placu Piłsudskiego), Dolną (okolice obecnych Term przy ulicy Zgorzeleckiej) i Mikołajską (znajdowała się w pobliżu miejsca, gdzie teraz znajduje się skrzyżowanie ulic Kutuzowa, Kubika i Komuny Paryskiej). Miasto posiadało także niewielkie przedmieścia w rejonach obecnych ulic Asnyka i Komuny Paryskiej, a w miejscu obecnego Parku Obrońców Helu znajdował się cmentarz ewangelicki (przetrwał aż do II połowy XX wieku). W rejonach obecnego placu Zamkowego widać jeszcze pozostałości po średniowiecznym zamku, spalonym podczas wojny trzydziestoletniej, a w których miejscu dziesięć lat później powstał kościół ewangelicki. W II połowie XVIII wieku w Bolesławcu otwarto sierociniec, którego zabudowania zachowały się do dzisiaj przy ulicy Bankowej. Przy sierocińcu działała w tym czasie drukarnia, wydająca między innymi prace naukowe.
W 1812 roku, po edykcie emancypacyjnym Żydzi ponownie zaczęli się osiedlać w mieście. W 1823 roku urządzono pomieszczenie do modlitw w domu wdowy Böhm przy ówczesnym Kirchplatz.

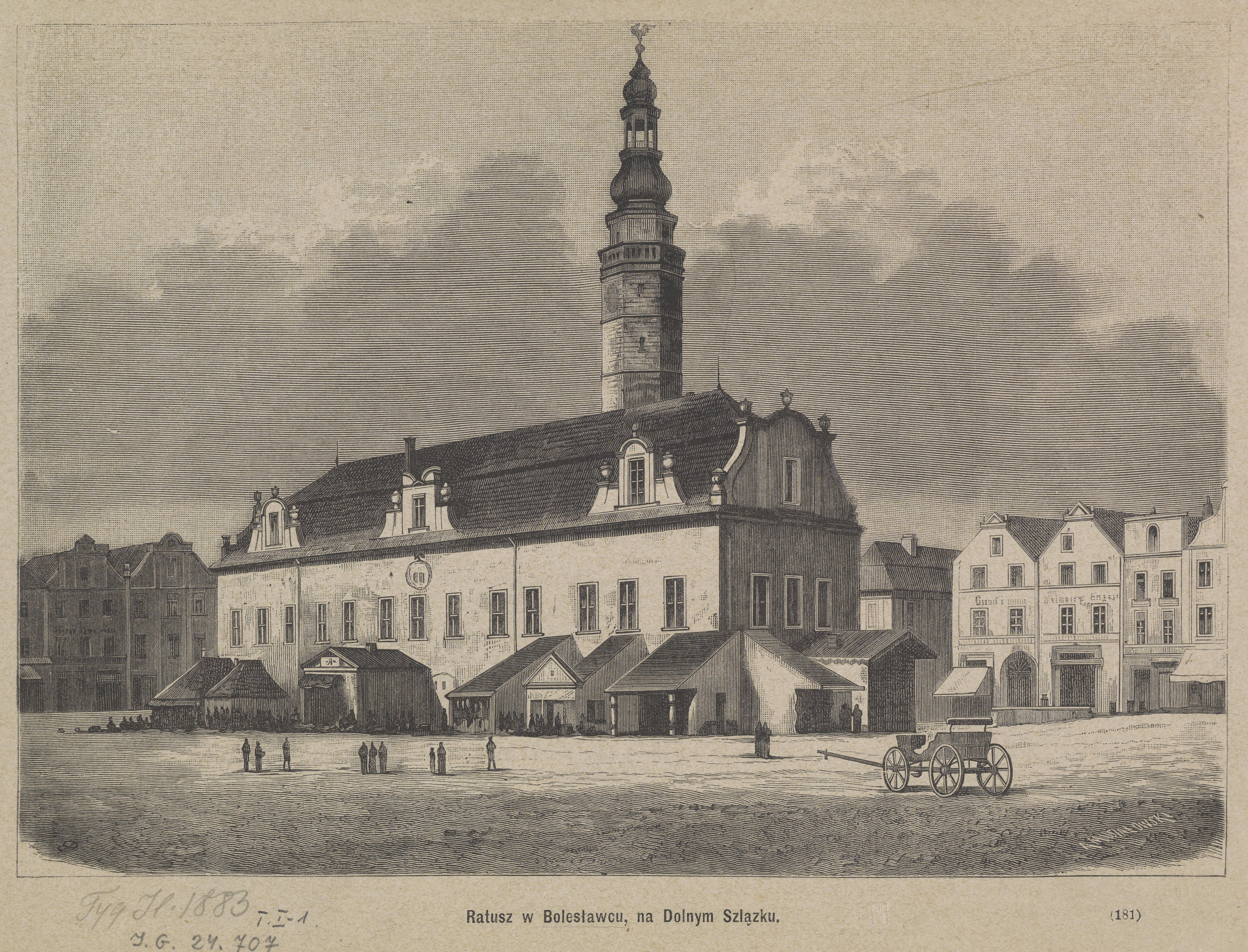
Ratusz w 1883 r.

W czasie wojen napoleońskich w mieście sześciokrotnie gościł Napoleon Bonaparte, a 28 kwietnia 1813 zmarł tu Michaił Kutuzow, rosyjski feldmarszałek. Dom, w którym umarł zachował się do dziś i mieści się w nim obecnie Dział Historii Miasta Muzeum Ceramiki w Bolesławcu. Kilka miesięcy po jego śmierci, w sierpniu 1813, doszło do bitwy rosyjsko-francuskiej o Bolesławiec, zakończonej wyparciem Francuzów z miasta. Po zakończonej wojnie Bolesławiec, którego mury obronne zostały częściowo zniszczone przez wojska francuskie, zaczął się dynamicznie rozwijać. 1 października 1845 w mieście otwarto dworzec kolejowy, a rok później otwarto wielki wiadukt kolejowy, jeden z najdłuższych w skali europejskiej. Wkrótce potem pomiędzy obecnymi ulicami Piastów i Tysiąclecia powstał zabytkowy kompleks szpitala psychiatrycznego, w którym obecnie funkcjonuje Wojewódzki Szpital dla Nerwowo i Psychicznie Chorych. Wielu bolesławian brało udział w wojnie francusko-pruskiej i w walkach I wojny światowej. Ci drudzy zostali upamiętnieni pomnikami: w kościele ewangelickim i w lesie miejskim przy obecnej ulicy Jeleniogórskiej (oba nie zachowały się). Mimo tych wojen miasto intensywnie się rozwijało – powstawały nowe ulice, otwarto kolej podmiejską, a także teatr miejski.

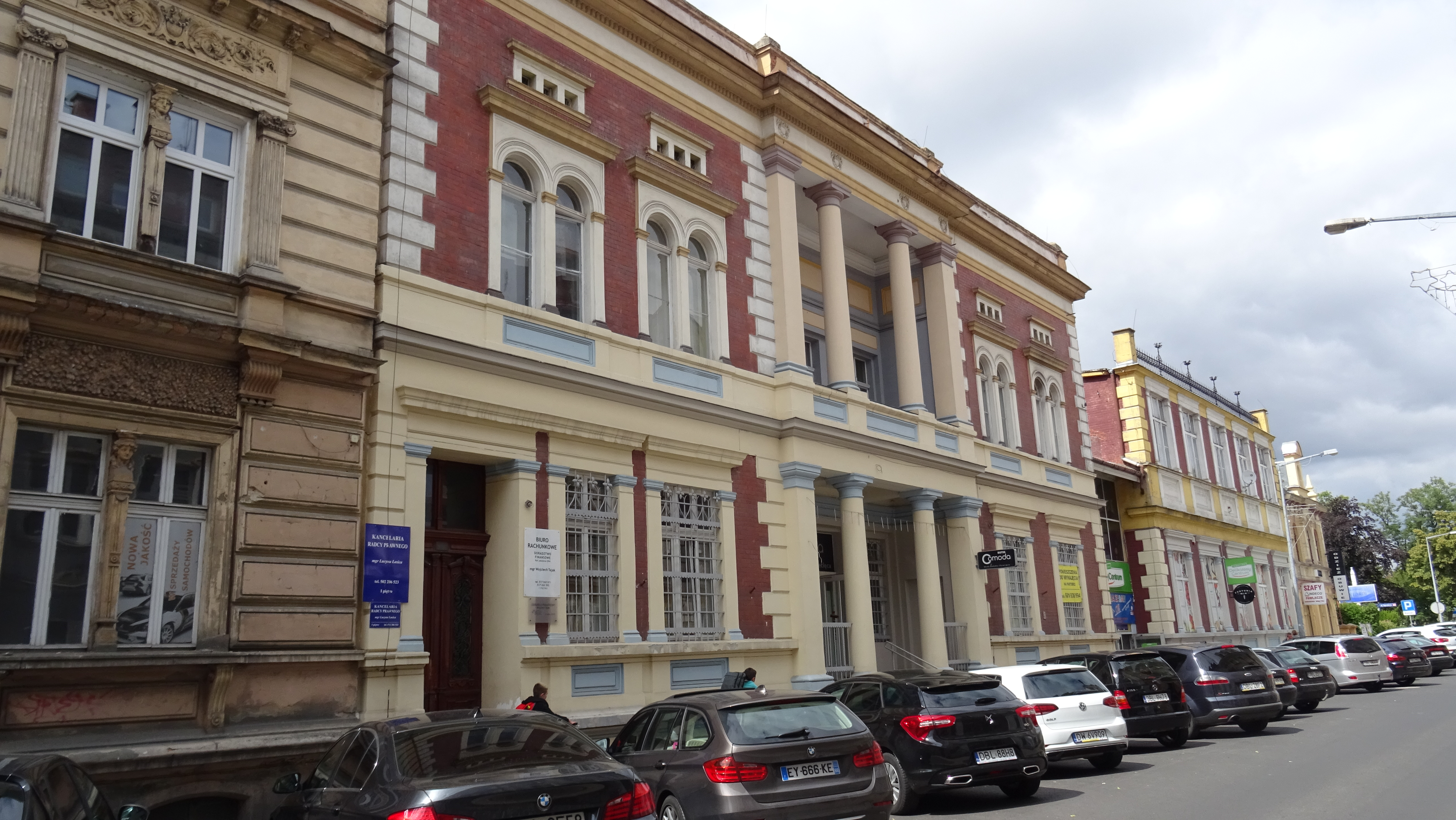
Dawna drukarnia Fernbachów przy ul. Mickiewicza

Bardzo ważnym miejscem na przedwojennej mapie Bolesławca była drukarnia Królewskiego Sierocińca, od 1872 roku zarządzana przez bolesławieckiego drukarza żydowskiego pochodzenia, Louisa Fernbacha. Rodzina Fernbachów zarządzała drukarnią aż do 1942 roku i w tym czasie uczyniła z niej bardzo ważny ośrodek drukarski w skali całych Niemiec. Fernbachowie wydawali w Bolesławcu szereg książek i druków ulotnych, ale największą sławę przyniosły im gazety. Obok miejskiej gazety Bunzlauer Stadtblatt drukarnia wydawała też gazety specjalistyczne – najbardziej znanym tytułem był, mający wydawniczą skalę światową, Der Photograph. Fernbachowie zostali ostatecznie wywłaszczeni ze swojej własności w 1942 roku przez władze nazistowskie.
W 1913 w Bolesławcu otwarto kino „Metropol”. Zmiany w Bolesławcu zaszły po przejęciu władzy w Rzeszy przez Adolfa Hitlera. Obecna ulica Bolesława Chrobrego została nazwana Adolf-Hitler-Straße, ponadto w mieście zainstalowało się NSDAP i Gestapo. W kwietniu 1933 roku przeprowadzono bojkot sklepów żydowskich w mieście – umundurowani funkcjonariusze SA fotografowali osoby, które chciały w nich zrobić zakupy. Po wejściu w życie ustaw norymberskich Żydzi byli usuwani ze stanowisk państwowych, organizacji i stowarzyszeń. W czasie Nocy Kryształowej z 9 na 10 listopada 1938 roku splądrowano żydowskie firmy, podpalono synagogę. W czasie wojny w bolesławieckim teatrze przez pewien czas wystawiano nazistowskie sztuki propagandowe, a bolesławianie walczyli między innymi podczas kampanii wrześniowej.

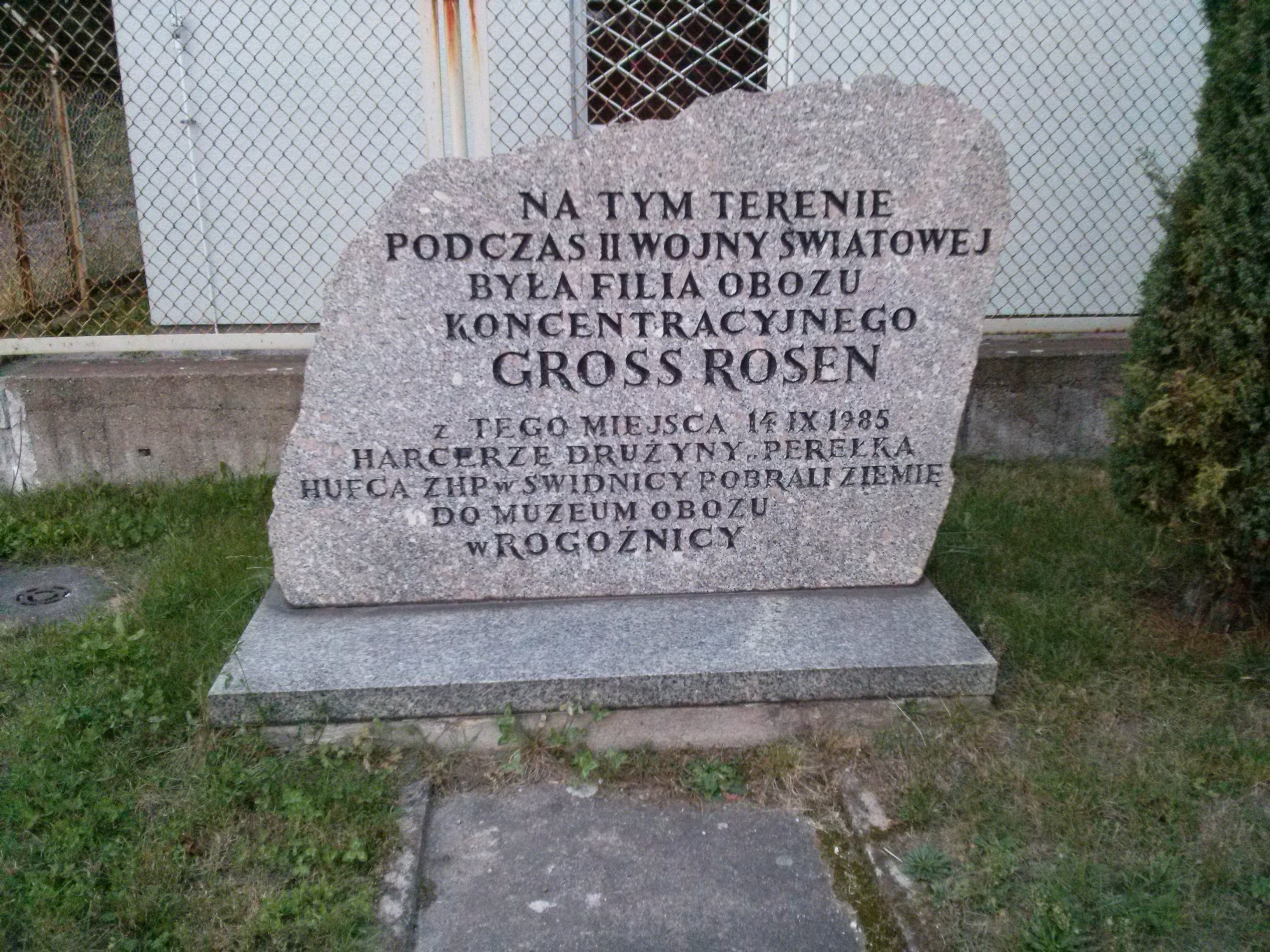
Głaz pamiątkowy w miejscu dawnej filii obozu koncentracyjnego Groß-Rosen

W okolicach miasta pracowali polscy robotnicy przymusowi. Podczas wojny przeciwko postępowaniu nazistów występował proboszcz kościoła Mariackiego, ksiądz Paul Sauer.
W miejscowości znajdowały się dwie filie obozu koncentracyjnego Groß-Rosen. Jedna, przy obecnej ul. Staroszkolnej 18 została założona w V 1944 na bazie istniejącego już w 1942 obozu więźniów żydowskich podległych Organizacji Schmelt. Przez prawie cały okres istnienia filii Groß-Rosen przetrzymywano w niej 1000–1200 Żydów, przede wszystkim polskich i węgierskich. Pracowali w kilku miejscowych fabrykach zbrojeniowych.
Drugi obóz, przy obecnej ul. Orlej, przeznaczony był dla około 650 więźniów nieżydowskich, wśród których przeważali mieszkańcy ZSRR i Polski. Pracowali i mieszkali oni na terenie fabryki Concordia, przy produkcji części do samolotów bojowych.
Wobec zbliżania się do miasta oddziałów armii sowieckiej zmuszono 11 II 1945 więźniów obu obozów do długotrwałego przemarszu do obozu koncentracyjnego Mittelbau w Turyngii. Marsz ten wytrzymało 541 więźniów z około 800 więźniów żydowskich oraz 441 z około 600 więźniów nieżydowskich. Niewielką liczbę chorych z obu lagrów zostawiono na miejscu i doczekali oni oswobodzenia przez żołnierzy radzieckich.

### Bolesławiec w granicach państwa polskiego

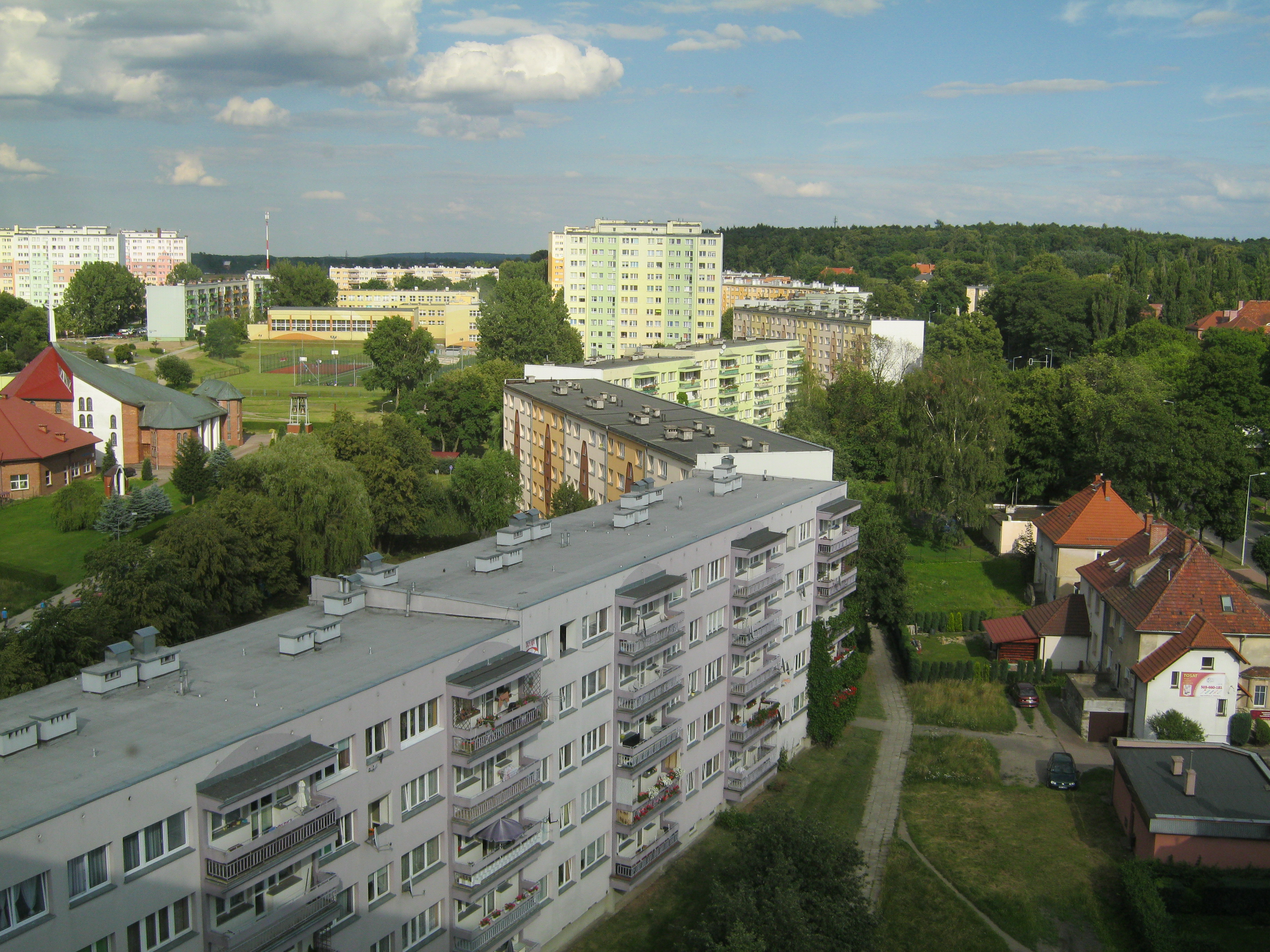
Osiedle Piastów w Bolesławcu, widok z wieżowca przy ul. Jana Pawła II

Niemiecką władzę w Bolesławcu przerwała w 1945 operacja dolnośląska Armii Czerwonej. Po walkach z oddziałami niemieckimi miasto zostało zdobyte 12 lutego 1945 przez 7 Gwardyjski Korpus Pancerny z 3 Gwardyjskiej Armii Pancernej oraz wojska 52 Armii należące do 1 Frontu Ukraińskiego. W marcu 1945 radzieckie oddziały ruszyły do natarcia z Bolesławca do Prudnika w ramach operacji górnośląskiej.
W czasie wymiany ognia między oddziałami niemieckimi a radzieckimi zniszczeniu uległo ponad 1400 budynków, tj. około 60% zabudowy miasta.
Bolesławiec stracił bezpowrotnie bardzo wiele zabytków. Spłonęły niemal wszystkie zabytkowe kamienice, stojące przy miejskim rynku, zniszczeniu uległy niemal wszystkie zabudowania podominikańskie przy obecnej ulicy Armii Krajowej, a także wiele pięknych kamienic i gmachów użyteczności publicznej. Sprofanowano i zniszczono miejskie cmentarze, udało się ocalić przed tym losem kościół Mariacki.
Po konferencji poczdamskiej z miasta wysiedlono jego niemieckich mieszkańców, których miejsce zajęli wysiedleńcy z Kresów Wschodnich i repatrianci z Jugosławii i Francji. W pobliżu Bolesławca stacjonowały liczne wojska Armii Czerwonej (Pstrąże, Świętoszów, Szczytnica, Karczmarka). Miasto pod rządami polskimi powoli odbudowywano, jednak wyburzono wiele zabytkowych kamienic, które można było jeszcze uratować. Taki los spotkał choćby kamieniczki przy ulicy Asnyka, zastąpione przez bloki mieszkalne. Udało się zapobiec wyburzeniu kościoła poewangelickiego, który ostatecznie został przejęty i wyremontowany przez Kościół rzymskokatolicki. Stopniowo miasto zaczęło znów się poszerzać – wchłonięto południową część dużej wsi Bolesławice i utworzono nowe osiedla we wschodniej części miasta. W latach 80. w Bolesławcu przez pewien czas działała uczniowska grupa konspiracyjna, drukująca patriotyczne ulotki i odezwy, wspomagana przez miejską „Solidarność”. Po transformacji ustrojowej miasto zaczęło jeszcze prężniej się rozwijać – powstały nowe kościoły, działalność poszerzyły Młodzieżowy Dom Kultury i Bolesławiecki Ośrodek Kultury, rozpoczęto liczne renowacje i remonty wielu miejsc na terenie Bolesławca, z wiaduktem kolejowym, miejskimi Plantami i Rynkiem na czele. Nadal trwa stopniowa restauracja kościoła Mariackiego, podniesionego 7 października 2012 do godności bazyliki mniejszej. W 2016 swoje siedemdziesięciolecie obchodziło I Liceum Ogólnokształcące. Od lat 90. XX wieku w Bolesławcu w przedostatni tydzień sierpnia odbywa się Bolesławieckie Święto Ceramiki, przyciągające już turystów nie tylko z Polski, ale i Europy i reszty świata. 18 sierpnia 2018 do Bolesławca przybył z Wrocławia bezpłatny pociąg Kolei Dolnośląskich, tzw. Ceramiczny Express.

## Kalendarium
- przed kilkunastoma wiekami (według kronik już około 800 n.e.) miejscem kultowym Słowian zamieszkujących dzisiejsze okolice Bolesławca była świątynia znajdująca się na terenie dzisiejszej miejscowości Ołobok.Miejsce, gdzie w XII-XIII wieku znajdowało się grodzisko kasztelańskie.

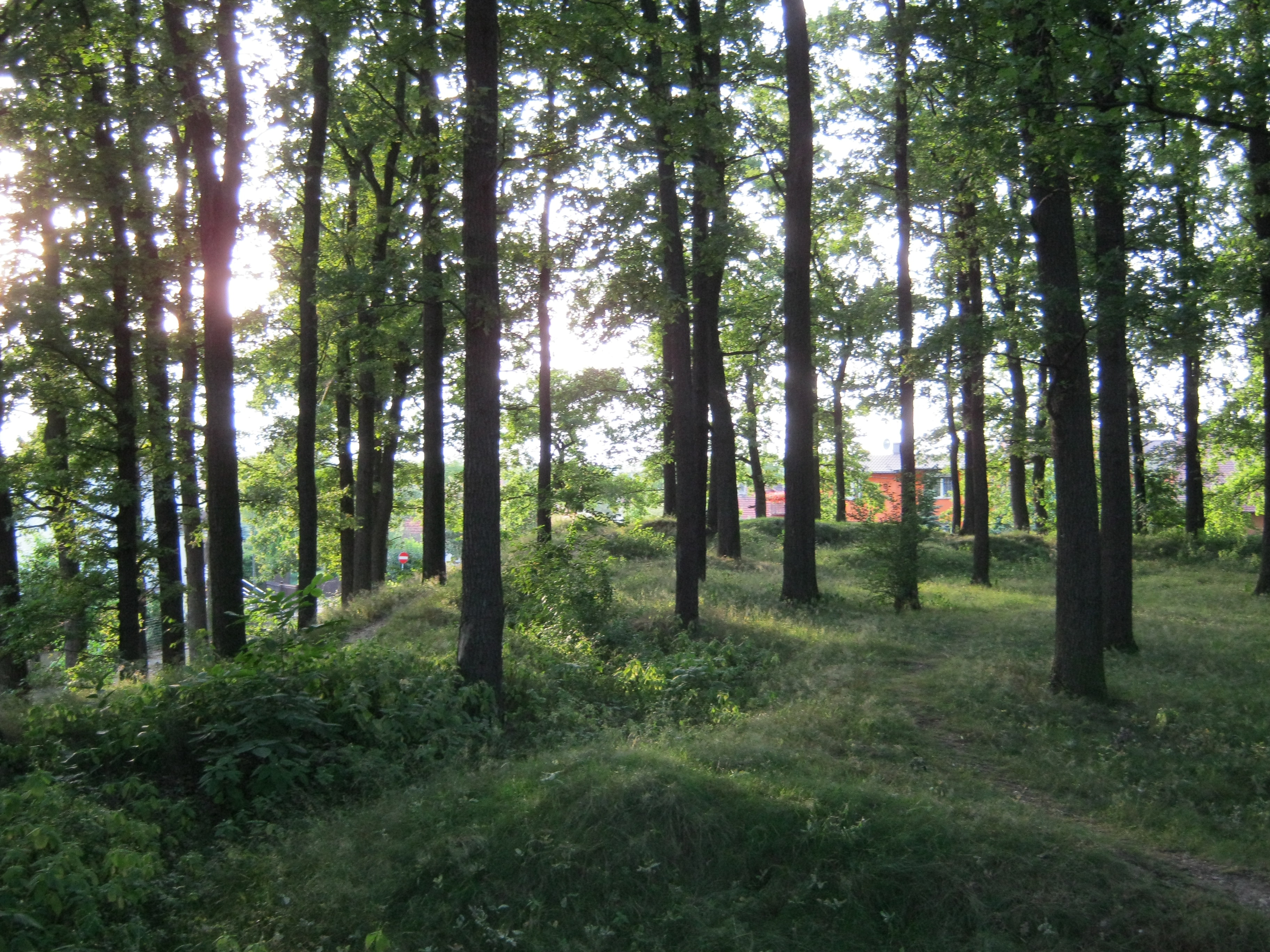
Miejsce, gdzie w XII-XIII wieku znajdowało się grodzisko kasztelańskie.

koniec IX–X w. – powstanie słowiańskiego grodu plemiennego
- XIII w. – osada strzegąca przeprawy przez Bóbr
- ok. 1251 – uzyskanie praw miejskich na prawie magdeburskim
- XVII i XVIII w. – ośrodek produkcji krzemionki i garncarski – Bolesławiec jest znany do dziś z ceramiki bolesławieckiej.
- 1740–1763 Bolesławiec wraz z większością Śląska znalazł się w wyniku wojen śląskich w granicach Prus.
- 1813 – tu umiera Michaił Kutuzow[31], rosyjski feldmarszałek[32]
- XIX w. – powstały huty szkła
- doprowadzenie 2-torowej linii kolejowej z Miłkowic w październiku 1845[33]Wnętrze Bolesławieckiej Bazyliki Maryjnej.

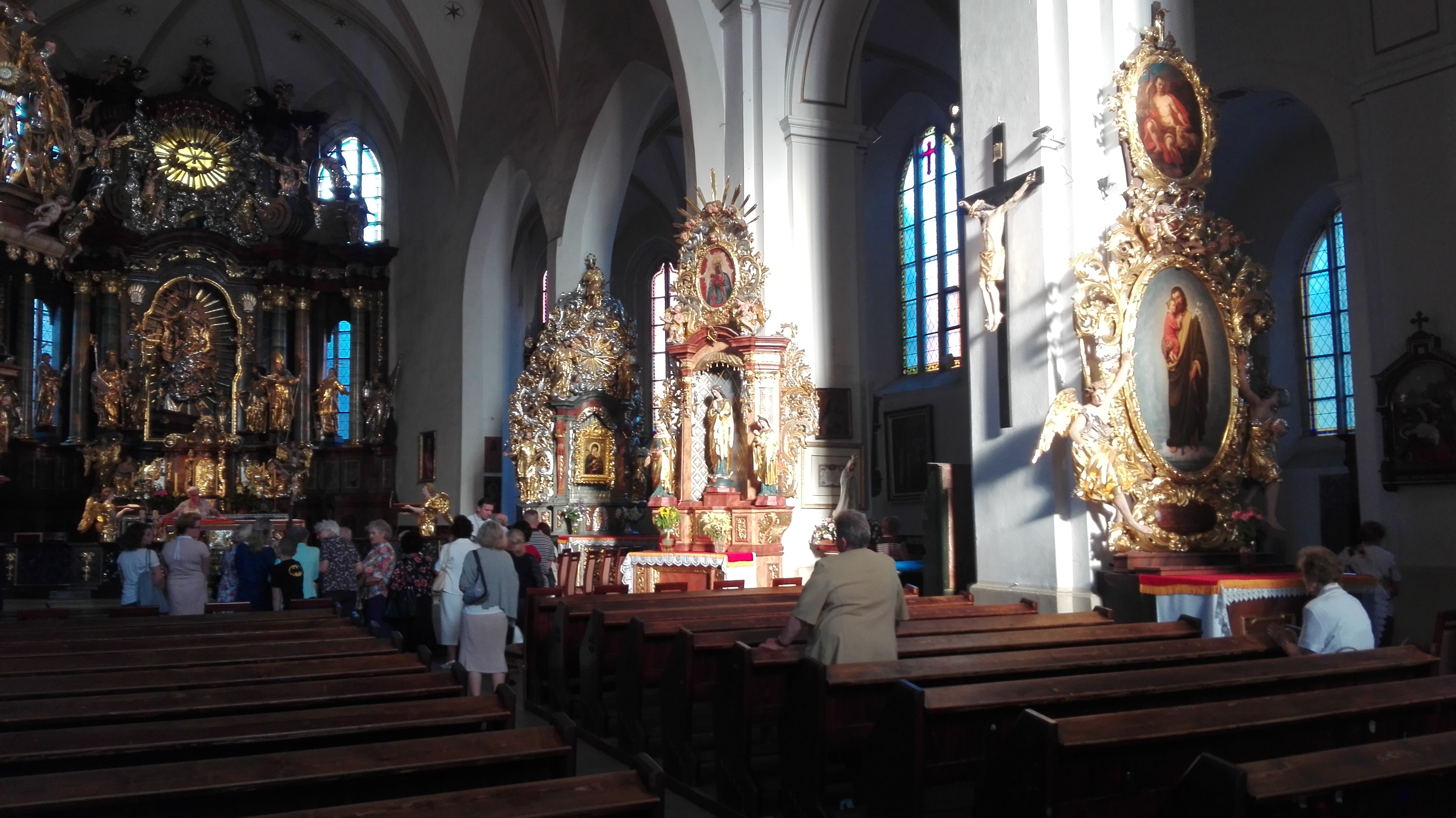
Wnętrze Bolesławieckiej Bazyliki Maryjnej.

- początek XX w. – posadzenie roślinności na elewacjach Ratusza
- 1922: budowa Pomnika Bohaterów I Wojny Światowej w lesie przy obecnej ul. Jeleniogórskiej
- 1944: utworzenie oddziałów Volkssturmu
- 1945:
  - styczeń – zbliżanie się Armii Czerwonej spowodowało ucieczkę i nieprzygotowaną ewakuację ludności niemieckiej[34]. Wielu uciekinierów zginęło – bądź to w wyniku działań frontowych, bądź wskutek wysokich mrozów[35].
  - 11 lutego – w rejon Bolesławca dotarły wojska 52 Armii i 3 Gwardyjskiej Armii Pancernej Armii Czerwonej[36]
  - 12 lutego – walki o Bolesławiec i zdobycie miasta przez Armię Czerwoną
  - Bolesławiec zostaje włączony do Polski
  - 22 lipca – zmarł pierwszy polski burmistrz Bolesławca Śląskiego Bolesław Kubik. Śmierć Kubika była skutkiem ran odniesionych dzień wcześniej, w wyniku wybuchu miny, podczas prac polowych w folwarku, we wsi Tillendorf (dziś Bolesławice)[37][38][39].
- 1945–1947:
  - Nieliczna ludność niemiecka, która nie uciekła w styczniu 1945[34] przed nadciągającą Armią Czerwoną została wysiedlona z miasta na mocy układu między USA, Wielką Brytanią i ZSRR zawartego w czasie konferencji jałtańskiej.
  - Do miasta przybywają depatrianci z Kresów Wschodnich. Do Bolesławca przybywają także reemigranci z Jugosławii[40][41] i Francji[42]
- 1945–1975: Bolesławiec miastem powiatowym województwa wrocławskiego[43]
- 1975–1998: Bolesławiec w granicach województwa jeleniogórskiego[44][45]
- 1994: Pierwszy Bolesławiecki Kiermasz Ceramiczny (obecnie Bolesławieckie Święto Ceramiki)[46]
- 18 maja 2008: podczas Eucharystii na rynku miasta, w obecności władz miejskich i z mieszkańcami – nastąpiło ogłoszenie przez nuncjusza apostolskiego abp. Józefa Kowalczyka św. Marii de Mattias Patronką Miasta, co było uznaniem zasług dla budowania po 1945 z „tułaczy powojennych” społeczności Bolesławian, pośród ludzi poranionych wojną i przybyłych skutkiem jej przemocy, dokonanego w sposób skuteczny również dzięki ofiarowanemu ludziom wieloletniemu zaangażowaniu ze strony sióstr z założonego przez tę świętą zgromadzenia Adoratorek Krwi Chrystusa[47].
- 7 października 2012: Sanktuarium Wniebowzięcia Najświętszej Marii Panny i św. Mikołaja zostało podniesione do godności Bazyliki Mniejszej.
- 2012: otwarcie odnowionego Teatru Starego[48]
- 2012–2013: renowacja ratusza miejskiego[49]

## Układ urbanistyczny
Miasto posiada bardzo dobrze zachowaną średniowieczną siatkę ulic okalającą barokowy ratusz. Wzdłuż pierzei rynkowych i ulic staromiejskich ciągnie się zabudowa kamieniczna. Miasto okalał ciąg murów obronnych z trzema bramami miejskimi: „Górną” (u wylotu ul. Sierpnia '80), „Mikołajską” (na początku ul. Michała Kutuzowa) i „Dolną” (u wylotu ul. Bolesława Prusa)

## Zabytki

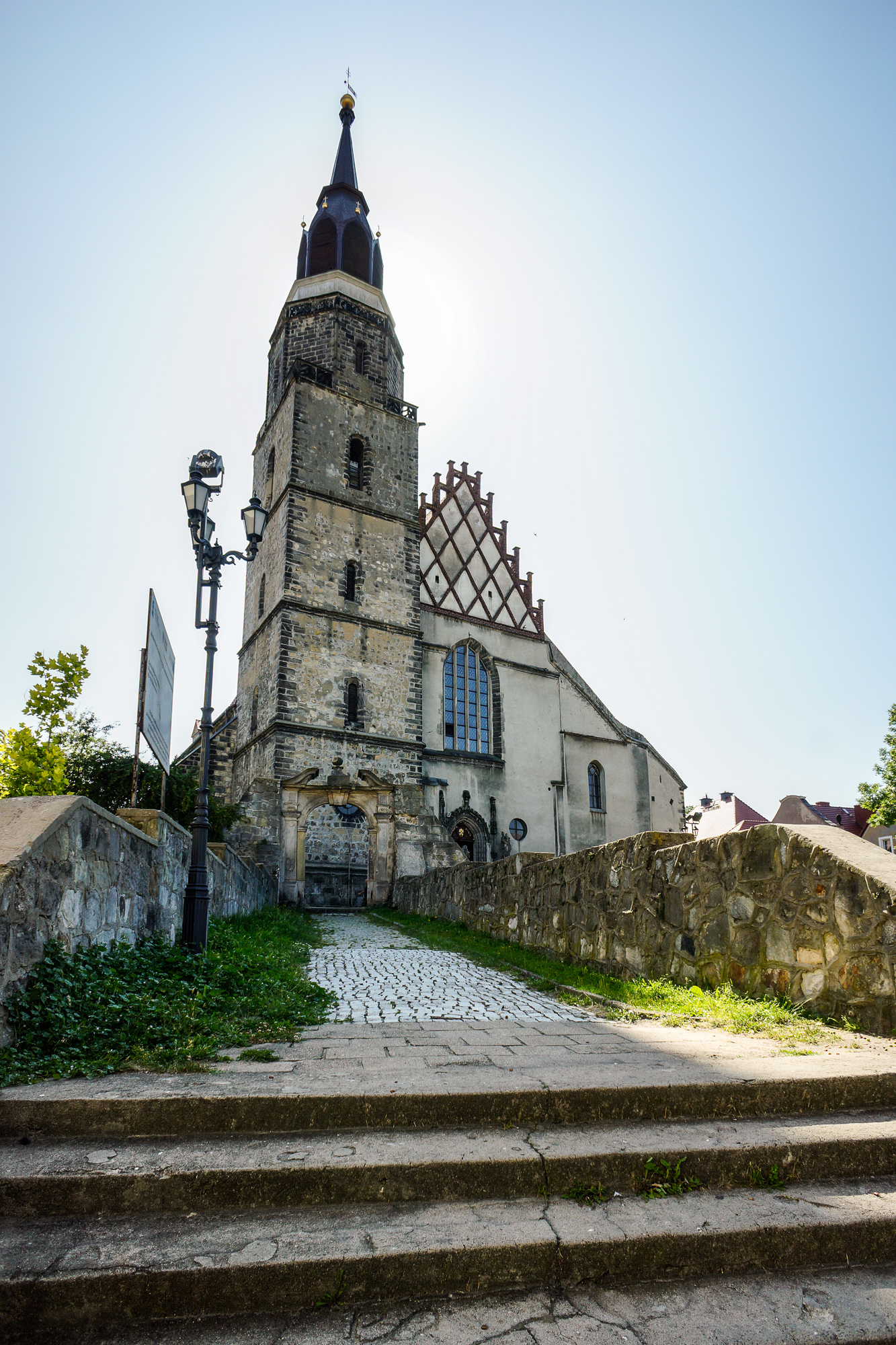
Bazylika Wniebowzięcia Najświętszej Maryi Panny i św. Mikołaja

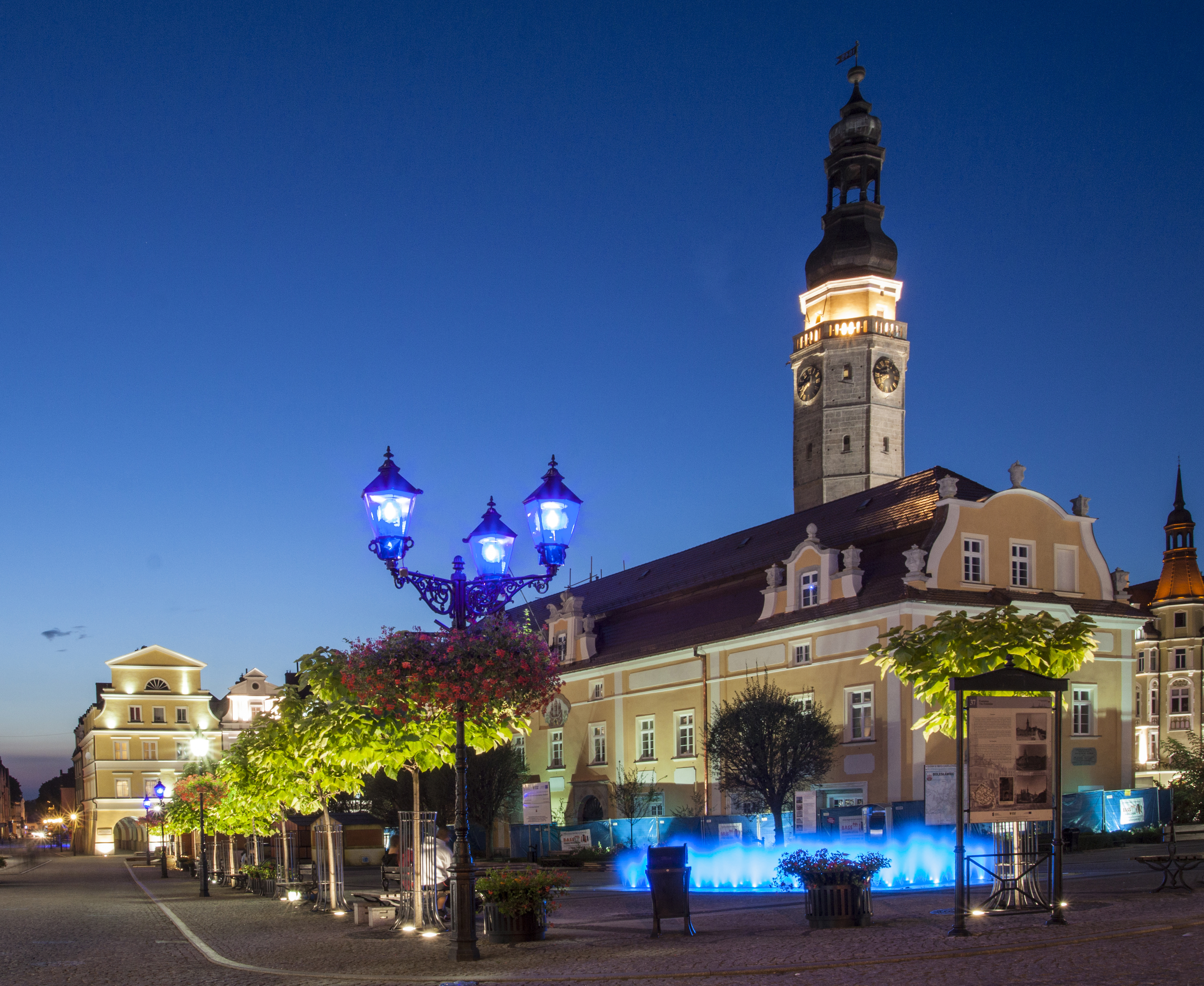
Ratusz z XVI wieku

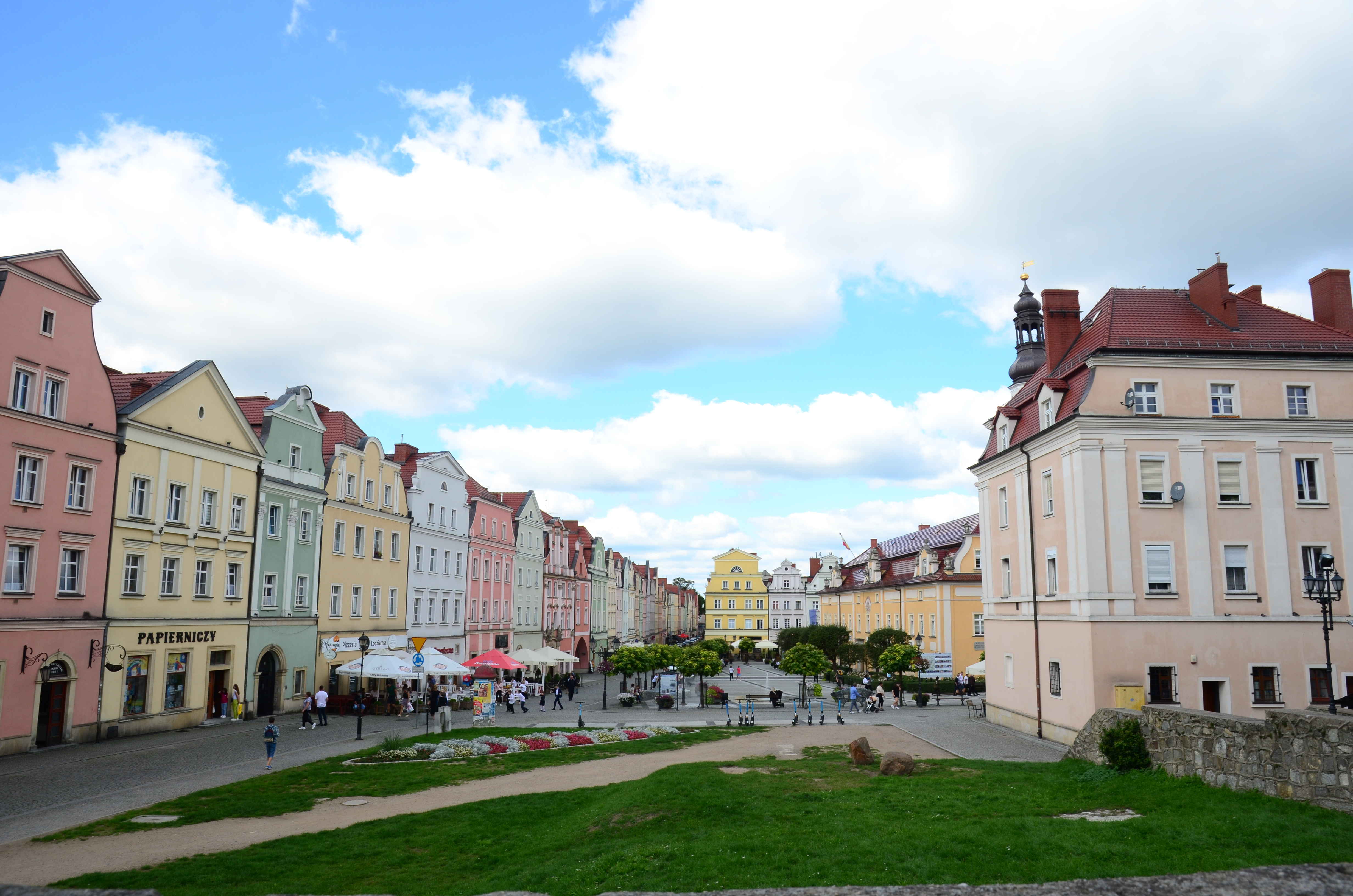
Rynek

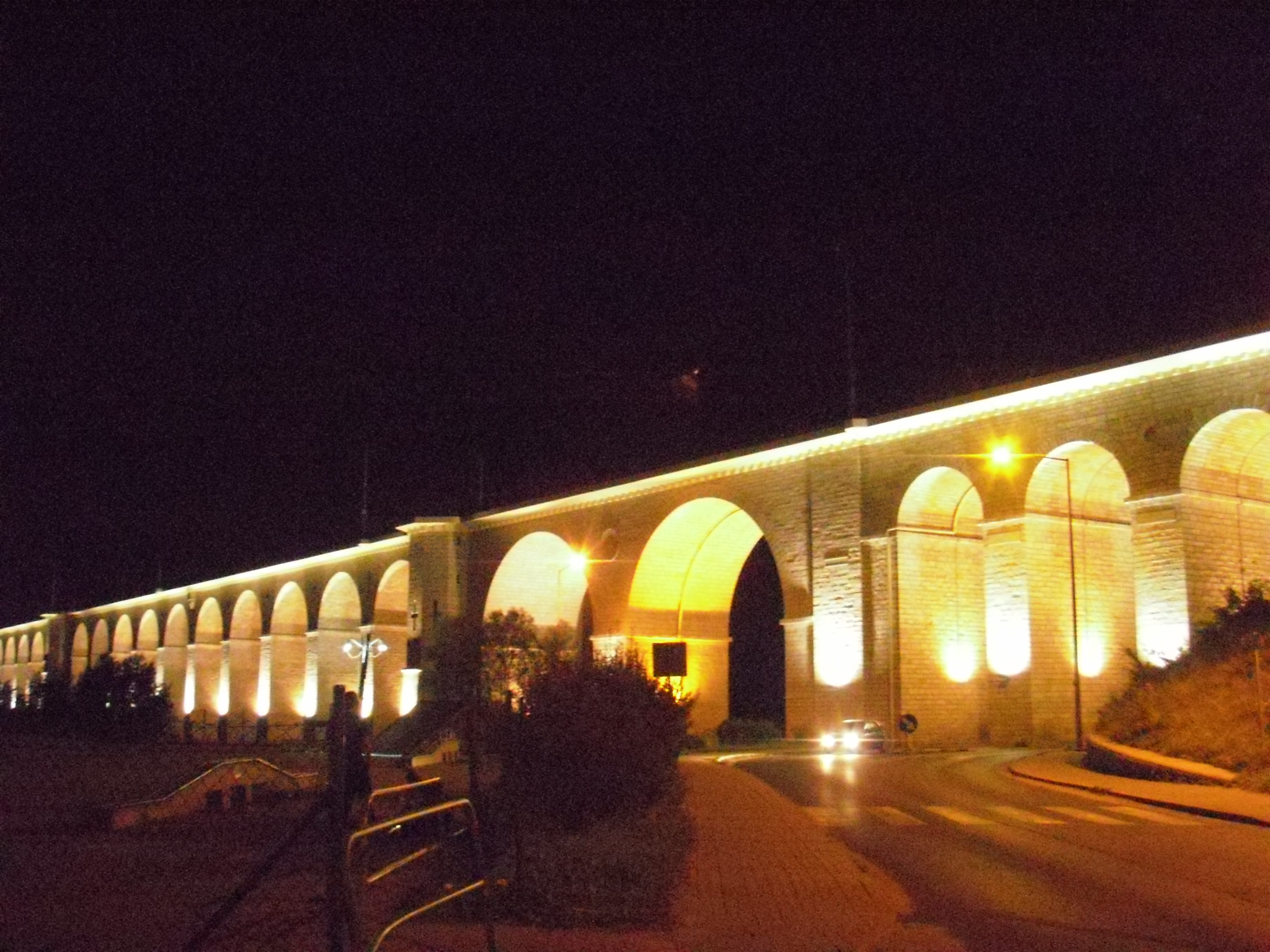
Iluminacja wiaduktu kolejowego w Bolesławcu

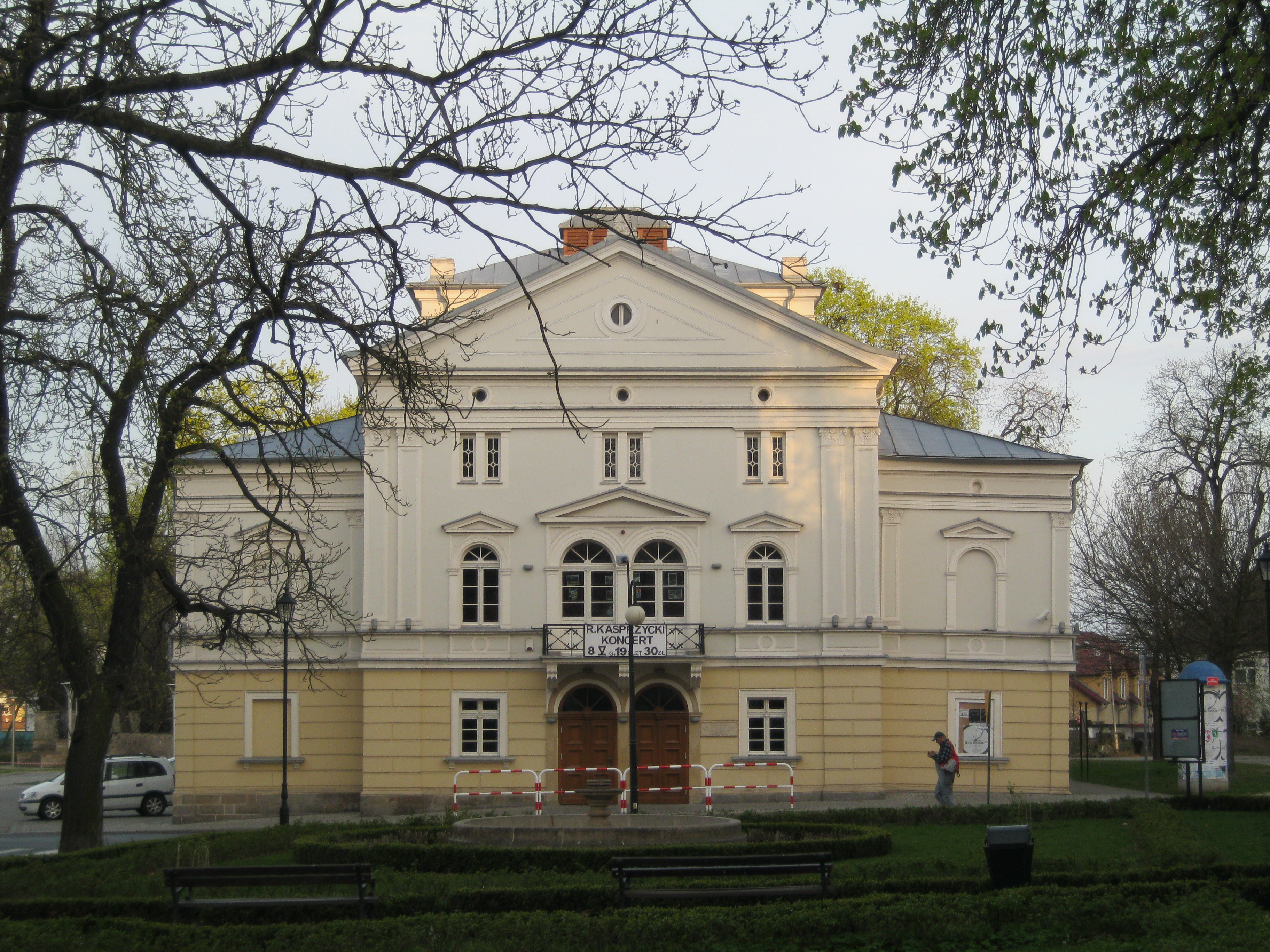
Teatr Stary

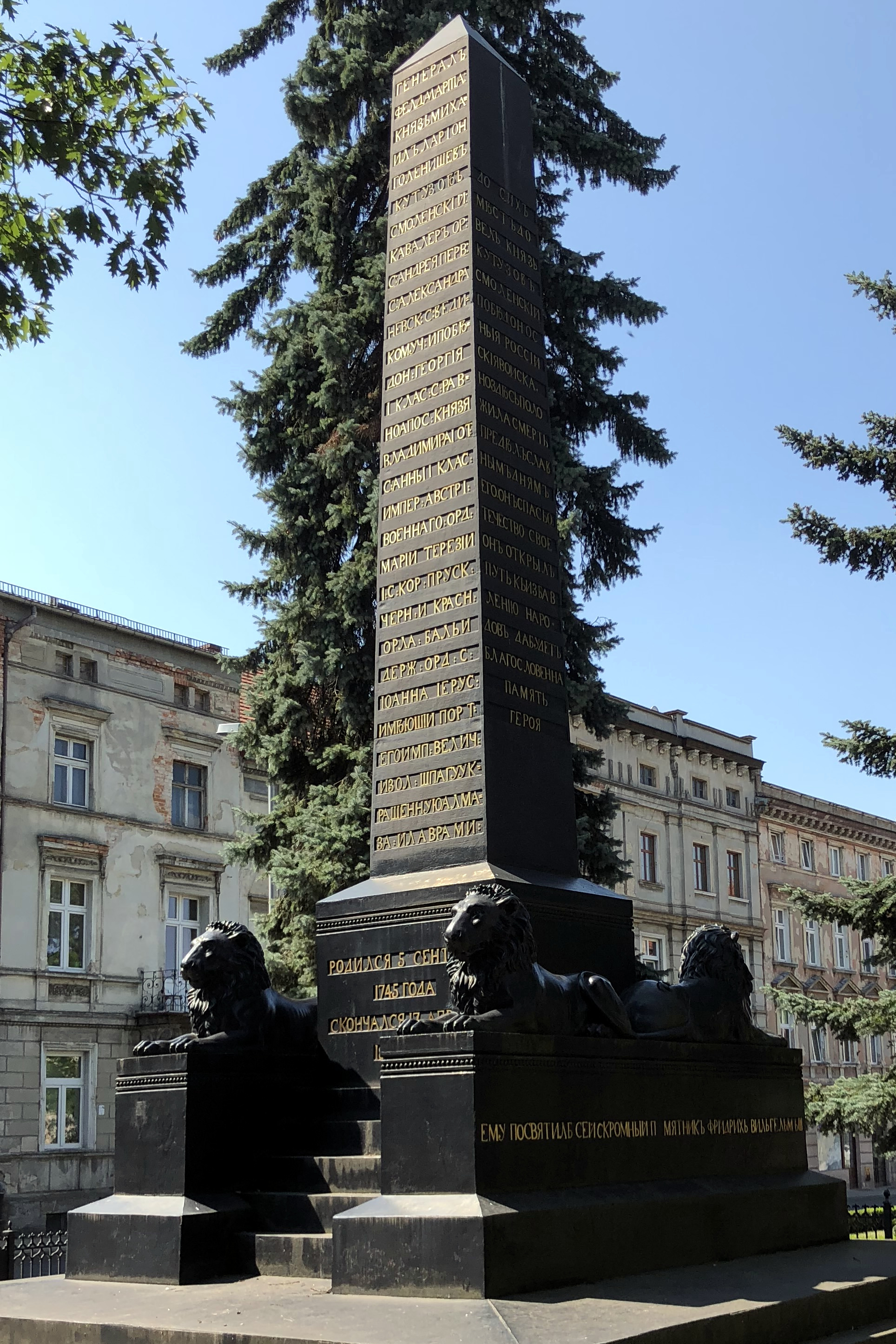
Obelisk poświęcony gen. Kutuzowowi

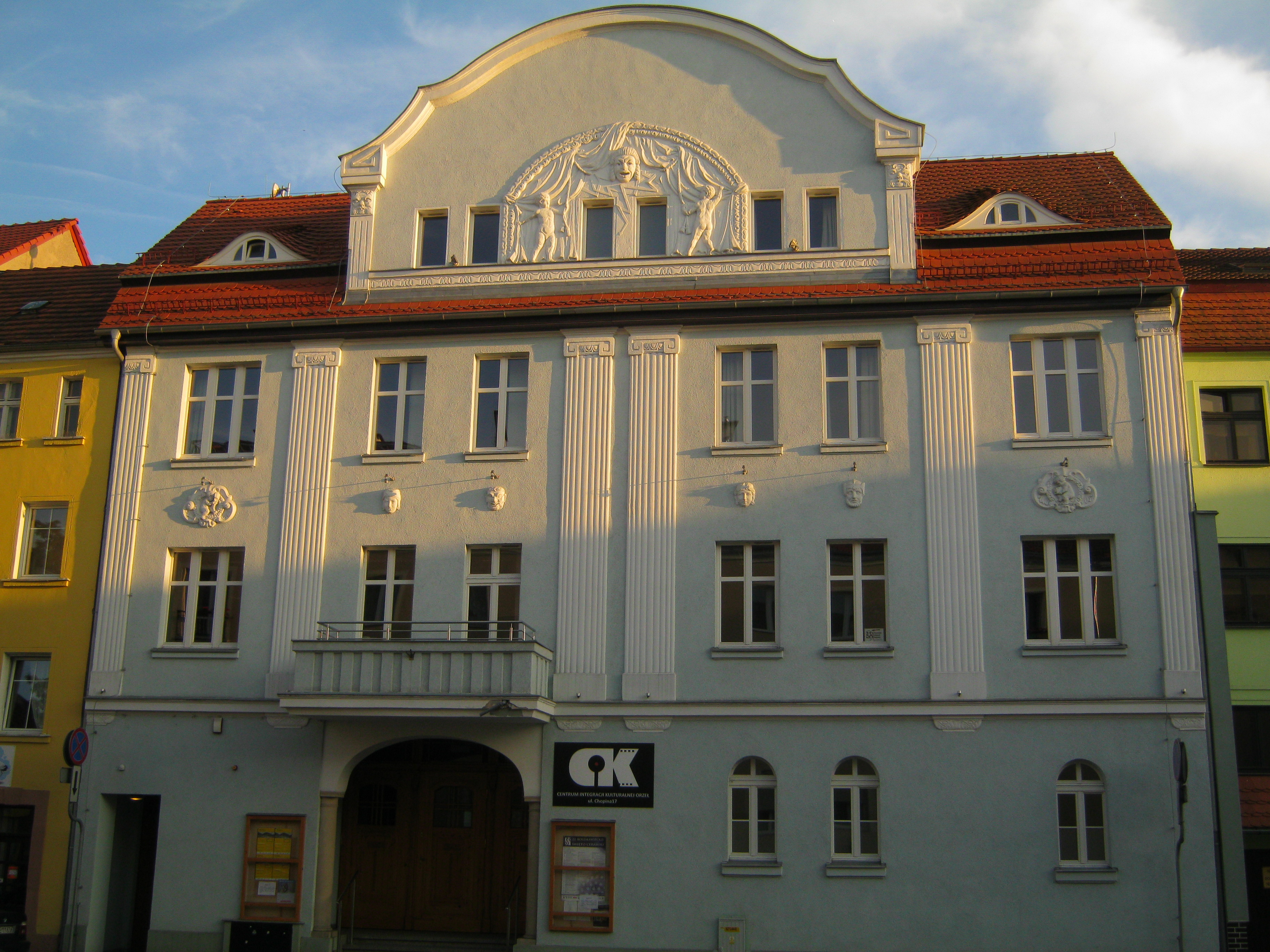
Centrum Integracji Kulturalnej „Orzeł”, dawniej kino

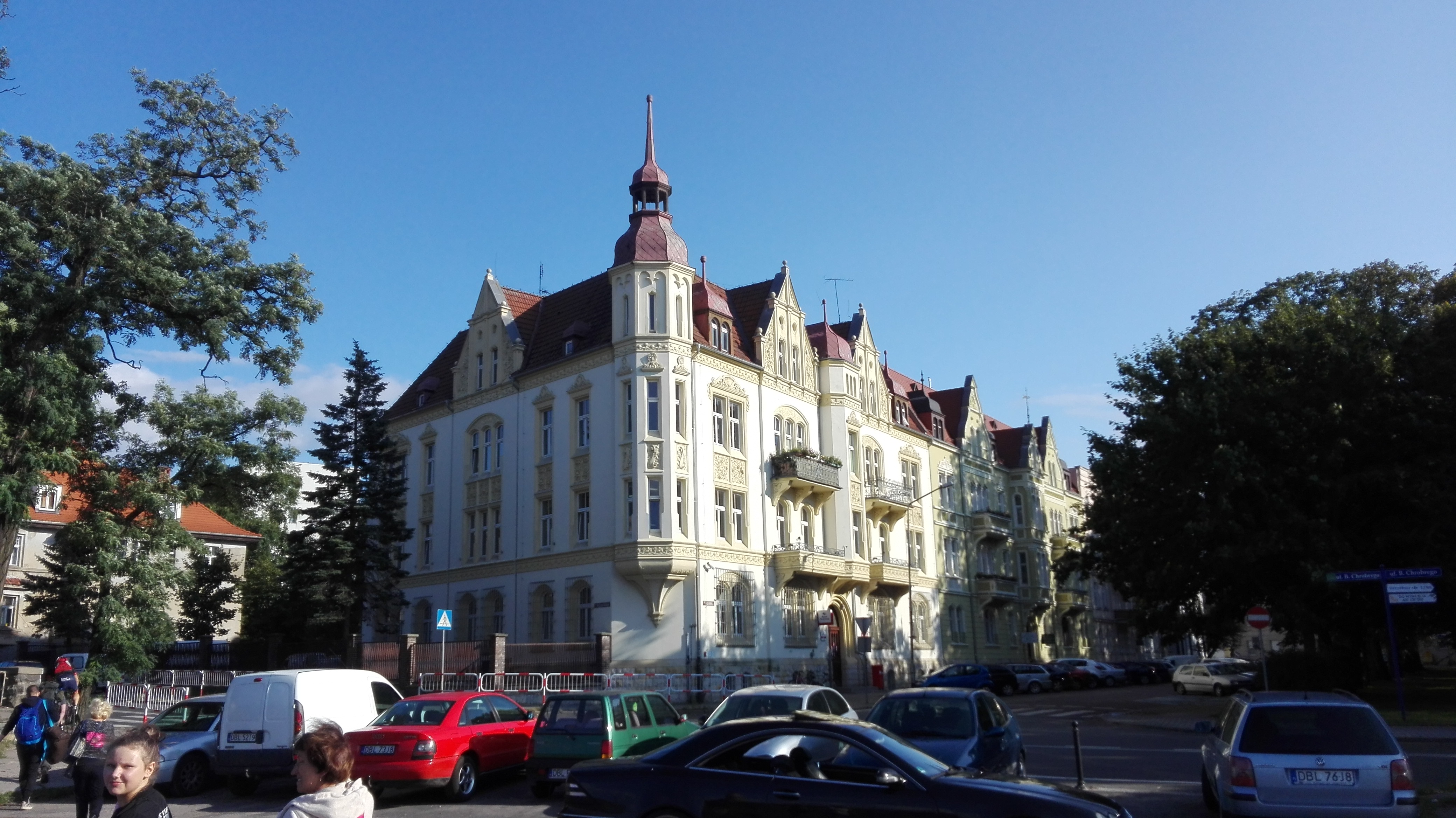
Zabytkowa siedziba Poczty Polskiej w Bolesławcu, ul. Kaszubska

Na listę zabytków Narodowego Instytutu Dziedzictwa wpisane są:
- miasto – ośrodek historyczny
- kościół parafialny pw. Wniebowzięcia NMP i św. Mikołaja, z drugiej poł. XV-XVI w., sanktuarium maryjne. Wnętrze barokowe wykonane przez Giulio Simonetiego. Szczególną uwagę zwracają: chrzcielnica i ambona z II połowy XVIII wieku. W środku znajduje się obraz „Chrystusa cierpiącego na krzyżu” z 1736 namalowany przez J. W. Neunhertza. Wokoło kościoła znajdują się barokowe rzeźby wykonane przez konstruktora ołtarza głównego Jerzego Leonarda Webera. Na początku XX wieku dobudowano hełm do najwyższej wieży kościoła. Od 7.10.2012 bazylika mniejsza.
- kościół pw. Matki Bożej Różańcowej, najstarsza świątynia i budowla w mieście. Prezbiterium zbudowano w XIII w., budowę dokończono w XIV–XVI w.
- dawny kościół ewangelicki, obecnie rzymskokatolicki parafialny pw. Matki Bożej Nieustającej Pomocy; późnobarokowy, powstał w latach 1752–1759 na miejscu zamku książęcego, który spłonął w 1642 i został rozebrany na polecenie Szwedów[52], a w XVIII wieku, równocześnie powstał dom pastora; pl. Zamkowy 1b[53].
  - wieża wysokości 72 m powstała w latach 1833–1835 według projektu Friedricha Engelhardta Gansela.
- klasztor oo. dominikanów z drugiej poł. XVIII w; obecnie biura Urzędu Gminy Wiejskiej Bolesławiec, ul. Teatralna.
- dom klasztorny elżbietanek z 1907; obecnie dom dziecka, ul. Bolesława Kubika 4.
- zabytkowe mury obronne, z XIV w.; średniowieczne mury obronne zachowane w licznych fragmentach. Rozebrano je w okresie wojen napoleońskich. Wzdłuż nich ciągnie się pas Plant i trasa spacerowa. Zachowała się jedna baszta, w której urzęduje Bolesławieckie Towarzystwo Fotograficzne.
- kaplica przy murach obronnych, z XVII w.
- planty miejskie powstałe po 1867, zmiany w XX w.
- ratusz miejski, z 1525, przebudowany w 1781; obecny kształt budowli uzyskany został po wielu przebudowach w 1776. Wcześniej, w 1522, Wendel Roskopf odbudował go ze zniszczeń. Obecnie ratusz spełnia funkcję urzędu miasta. Budowla posiada jedną wieżę. W latach 2012–2013 ratusz przeszedł gruntowną renowację.
- z kamienic wokół Rynku Starego Miasta wyróżniają się:
  - dom Rynek 6, XVIII w.
  - dom „Brama Piastowska”, Rynek 7a, z k. XVII w., przebudowany w XIX/XX w.
  - kamienica Rynek 28, z 1900; obecnie księgarnia „Agora”, barokowa kamienica, w której urodził się badacz i podróżnik Carl Ferdinand Appun
  - dom Rynek 29/30 (d. 28/29), z końca XV w., przebudowany w XVIII i XIX w. Mieści się tu kawiarnia „Pod Złotym Aniołem”; renesansową elewację zdobi rokokowa płaskorzeźba przedstawiająca anioła, z wykutą datą 1776
  - dom Rynek 32, z XVIII w., przebudowany w XIX–XX w.
  - dom Rynek 35, z XVIII w., przebudowany w XIX–XX w.
  - dom Rynek 38, z XVIII w., przebudowany XX w.
- dom, ul. Kościelna (d. Dąbrowszczaków) 3, z 1800
- dom, ul. Kościelna (d. Dąbrowszczaków) 9, z 1750, przebudowany w 1967
- dawna miejska sala koncertowa „Odeon”, restauracja, ul. Bolesława Kubika 1, z 1860; w XIX w. odbywały się tutaj koncerty i przedstawienia teatralne
- „Muzeum Kutuzowa”, dom z XVIII w., w którym zmarł Michaił Kutuzow, ul. Michała Kutuzowa 14, obecnie filia Muzeum Ceramiki w Bolesławcu
- willa, ul. Grunwaldzka 5, wybudowana po 1870
- dom, ul. Jeleniogórska 5a, z 1907
- szkoła parafialna z 1828-29, ul. Kościelna 1-2
- budynek gimnazjum, ul. Sądowa 1, z l. 1861–1864 – z XIX w., wybudowany w stylu neogotyckim początkowo spełniał rolę gimnazjum, obecnie w budynku mieści się Sąd Rejonowy
- park przy gimnazjum, z 1865, ul. Sądowa – Grunwaldzka – Tamka
- teatr, ul. Teatralna 1, z l. 1885–1886, dawny arsenał miejski. W 1913 został przebudowany. Do 1945 posiadał stały zespół aktorski. Po wojnie wykorzystywany przez Młodzieżowy Dom Kultury w Bolesławcu. W 2012 zakończyła się jego gruntowna renowacja. Jest wykorzystywany przez zespoły aktorskie, taneczne, literackie i muzyczne MDK w Bolesławcu i przez powiat bolesławiecki.
- pawilon parkowy, obecnie dom, ul. Heleny i Wincentego Tyrankiewiczów 1, z XIX/XX w.
- dom, pl. Zamkowy 2/3, z 1767, przebudowany w XIX/XX w.
- pałac Pücklera z poł. XIX w. oraz park z XIX/XX w., ul. Zgorzelecka 28-29
- willa, ul. Zgorzelecka 19, z 1837
- budynek dawnego zakładu kąpielowego – pływalnia miejska, ul. Zgorzelecka 52, z 1895, przebudowywana w l. 1913–1915, wkomponowana w jedną z baszt należących do pasa murów miejskich. Od 2013 w renowacji.
- zespół zakładu włókienniczego „Salteks”, ul. Orla 3:
  - szwalnia z częścią administracyjną i warsztatową, z 1889, przebudowana w 1927
  - dwa magazyny, z l. 1889-90
  - dziewiarnia, z 1925
  - budynek biurowy, z l. 1889-90
  - brama wjazdowa z fragmentem ogrodzenia, z pocz. XX w.
- pomnik Kutuzowa w formie obelisku – wzniesiony w XIX w. na rynku; w 1893 przeniesiony w obecne miejsce na promenadzie przy ul. Bolesława Kubika

Inne obiekty:
- kamienica przy ul. Adama Mickiewicza 1 – u zbiegu z ul. Sierpnia '80; jej elewacja jest wykonana z płytek ceramicznych w stylu secesyjnym, posiada wiele roślinnych ornamentów
- staw oraz głaz narzutowy ustawiony tu w poł. XIX w. na pamiątkę wybudowania sieci wodociągowej i kanalizacji w mieście, naprzeciw sali koncertowej „Odeon”, przy ul. Bolesława Kubika
- najstarsza sala gimnastyczna w Bolesławcu, niegdyś należała do gimnazjum żeńskiego, u wylotu ul. Bolesława Prusa. W 2014 przeszła gruntowny remont.
- cmentarz żołnierzy rosyjskich z 1812 i 1945 z wmurowanym sercem feldmarszałka Kutuzowa
- wiadukt kolejowy – wybudowany nad rzeką Bóbr w latach 1844–1846.
- rzeźba „Jezus przyjaciel dzieci” z karraryjskiego marmuru, autorstwa P. Breuera, z 1902 r., stojąca obecnie na pl. Zamkowym
- grodzisko średniowieczne – numer rejestru 186/Arch z 1966-03-10 (stanowisko 1).

### Droga świętego Jakuba
Przez miasto przebiega Dolnośląska Droga św. Jakuba – odcinek szlaku pielgrzymkowego do grobu św. Jakuba w Santiago de Compostela w Hiszpanii.

## Struktura powierzchni
Według danych z 2023 roku powierzchnia Bolesławca wynosiła 22,85 km² (250. miejsce w kraju), w tym:
- użytki rolne: 33%,
- użytki leśne: 18%.

Miasto stanowi 1,75% powierzchni powiatu.
Miasto znajduje się wewnątrz gminy Bolesławiec i tylko z nią sąsiaduje.

## Demografia
Średni dochód na jednego mieszkańca wynosi 1465,22 zł.
Według danych z 31 grudnia 2009 w Bolesławcu mieszkało 40 021 osób (108. miejsce w kraju). Według danych z 30 czerwca 2010 miasto liczyło 39 891 mieszkańców. Według danych z 1 stycznia 2023 w Bolesławcu mieszkało 37 293 osób (114. miejsce w kraju).

### Rozwój demograficzny miasta
Piramida wieku mieszkańców Bolesławca w 2014:

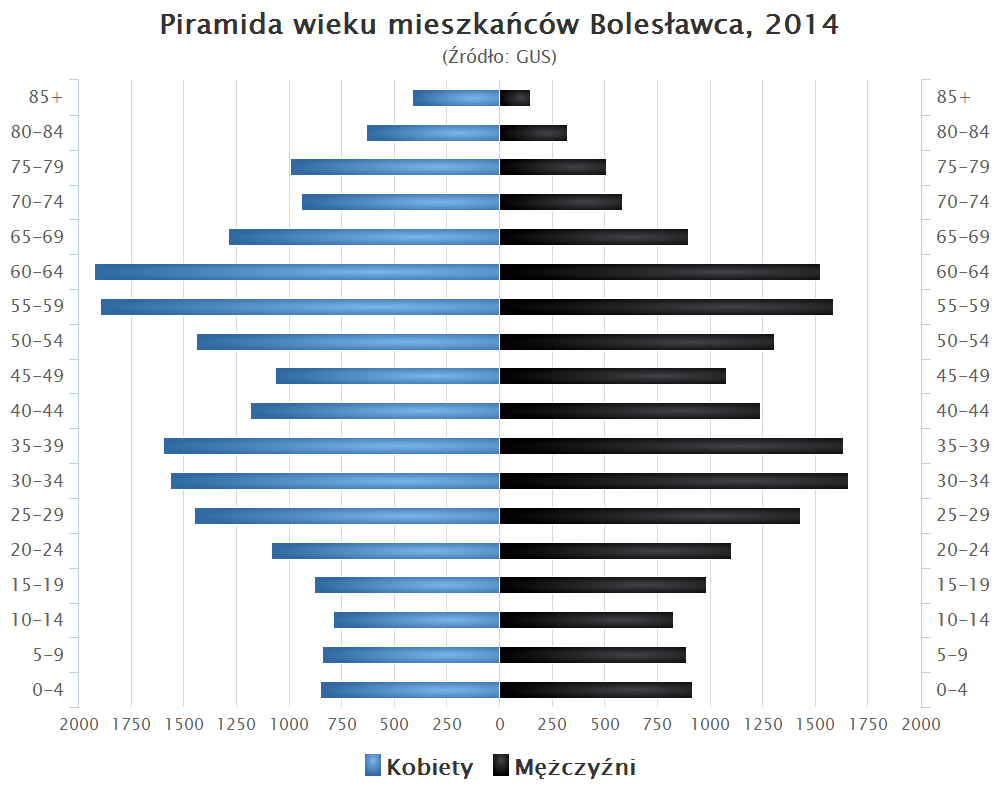

Liczba ludności miasta na przestrzeni ostatnich 140 lat:
Największą populację Bolesławiec odnotował w 1993 roku – według danych GUS wynosiła 44 711 mieszkańców.

## Gospodarka

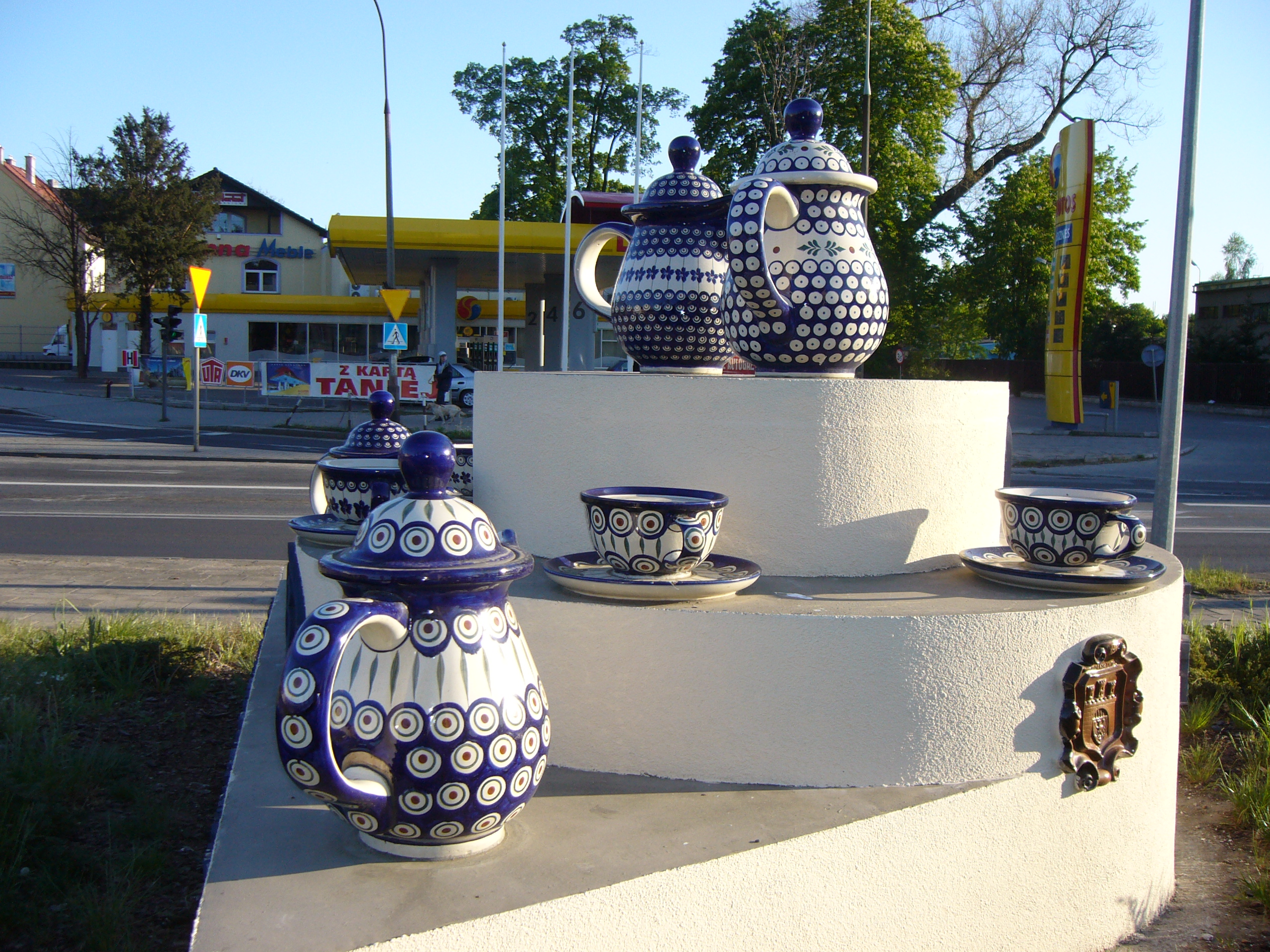
Ceramika bolesławiecka

### Zakłady ceramiczne
- Zakłady Ceramiczne „Bolesławiec” w Bolesławcu sp. z o.o.[57]
- Spółdzielnia Rękodzieła Artystycznego „Ceramika Artystyczna”[58]
- Fabryka Naczyń Kamionkowych „Manufaktura”[59]
- Zrzeszone w Bolesławieckim Bractwie Ceramicznym (z terenu miasta)[60]: Zebra Ceramika[61], PPHU „TYRCZ”[62], Ceramika Bolesławiecka Kalich[63]

### Pozostałe zakłady
- Zakłady Tkanin Technicznych Bonitex S.A. (w likwidacji)[64]
- Bolesławieckie Zakłady Materiałów Ogniotrwałych Sp. z o.o.[65]
- Gerresheimer Bolesławiec S.A.[66] (dawniej Bolesławiecka Fabryka Materiałów Medycznych „Polfa” S.A.[67][68], a wcześniej Bolesławiecka Fabryka Fiolek i Ampułek[69])
- Bader Polska Sp. z.o.o.[70]
- Zehnder Group Bolesławiec Sp. z o.o.[71]

Od 2007 na terenie miasta istnieje podstrefa Wałbrzyskiej Specjalnej Strefy Ekonomicznej „INVEST-PARK”. Podstrefa Bolesławiec obejmuje łącznie obszar o powierzchni 39,9 ha i jest w całości terenem niezabudowanym.

## Osiedla

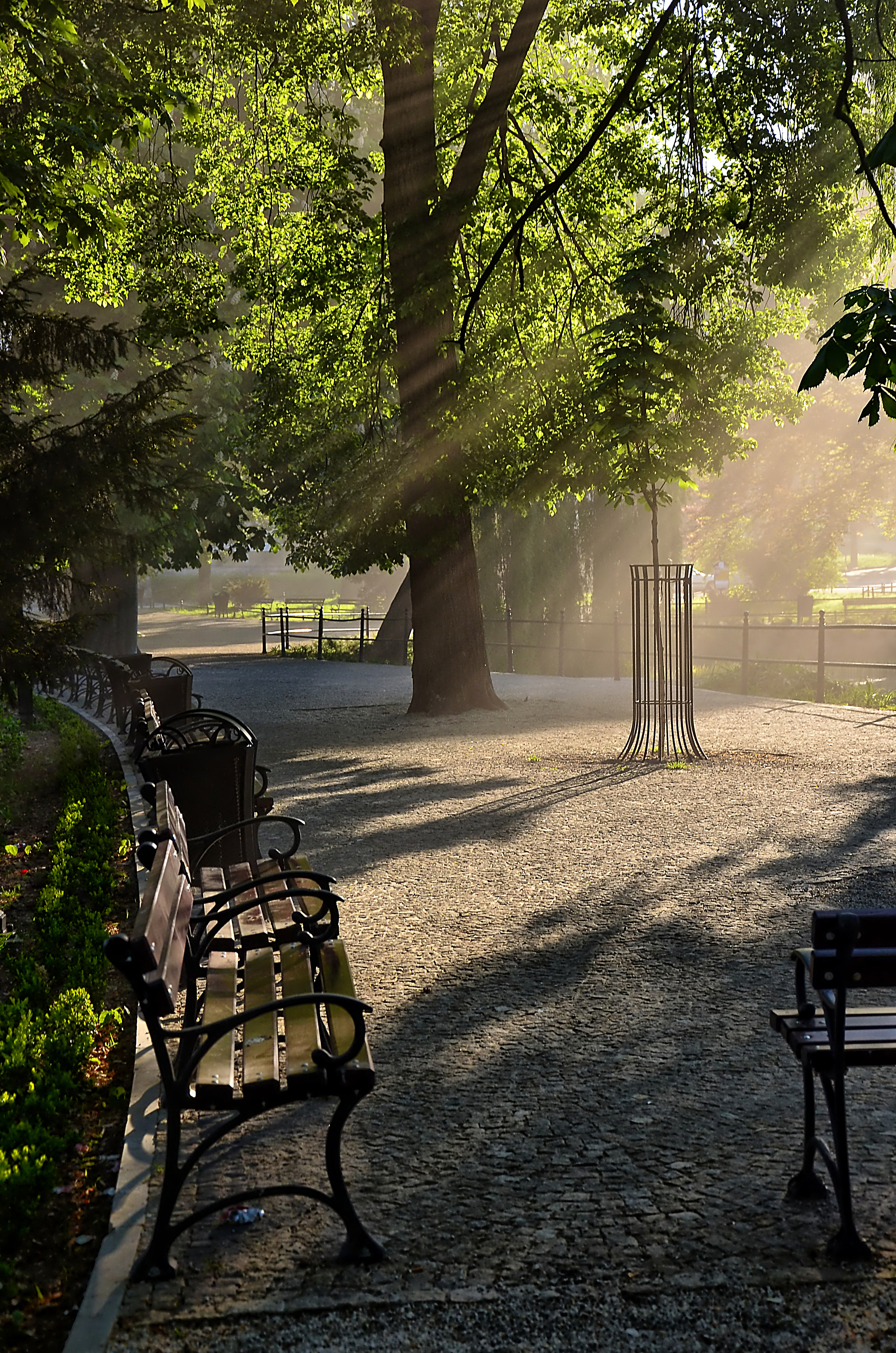
Planty miejskie powstałe po 1867 roku

Przedwojenne dzielnice (stan na 1903 rok):
- Dzielnica Miejska (Stadtbezirk)
- Dzielnica Dolna (Niederbezirk)
- Dzielnica Zamkowa (Schlossbezirk)
- Dzielnica Sierociniecka (Waisenhausbezirk)
- Dzielnica Dworcowa (Bahnhofbezirk)
- Dzielnica Górna (Oberbezirk)
- Dzielnica Anielska (Angelbezirk)
- Dzielnica Mikołajska (Nikolaibezirk)
- Brama Godnowska (Gnadenbergerthorbezirk)
- Brama Lwówecka (Löwenbergerthorbezirk)
- Brama Zgorzelecka (Görlitzerthorbezirk)
- Brama Szprotawska (Sprottauerthorbezirk)

Osiedla współczesne:

- Południe
- Piastów
- Kwiatowe
- Śródmieście
- Leśne
- Witosa
- Lubańska
- Czterdziestolecia
- Przylesie
- Przylesie II
- Zabobrze
- Staszica
- Kościuszki
- Nadzieja
- Jana Pawła II

## Transport

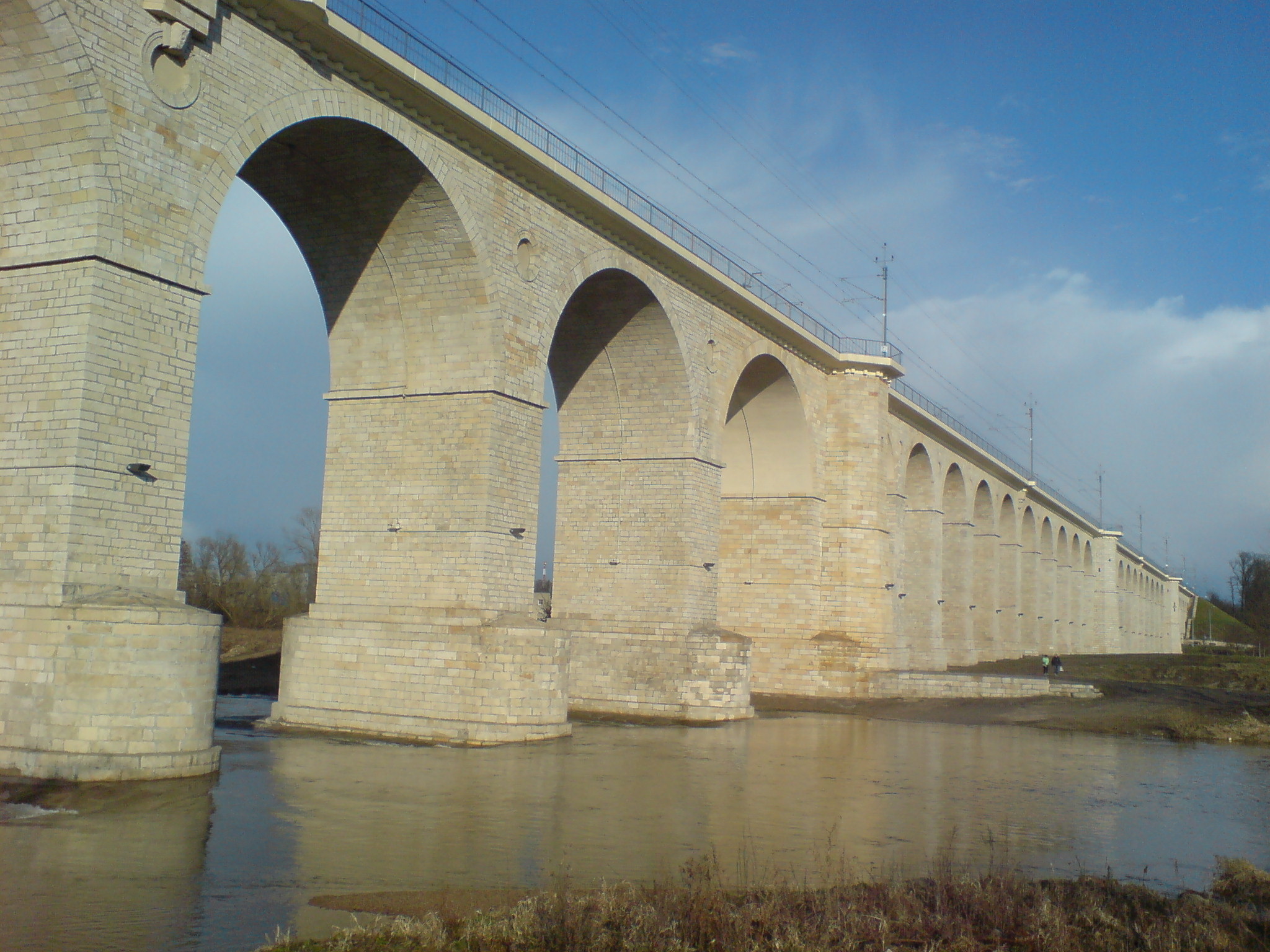
Wiadukt kolejowy w Bolesławcu odnowiony i wzmocniony w związku z remontem linii kolejowej

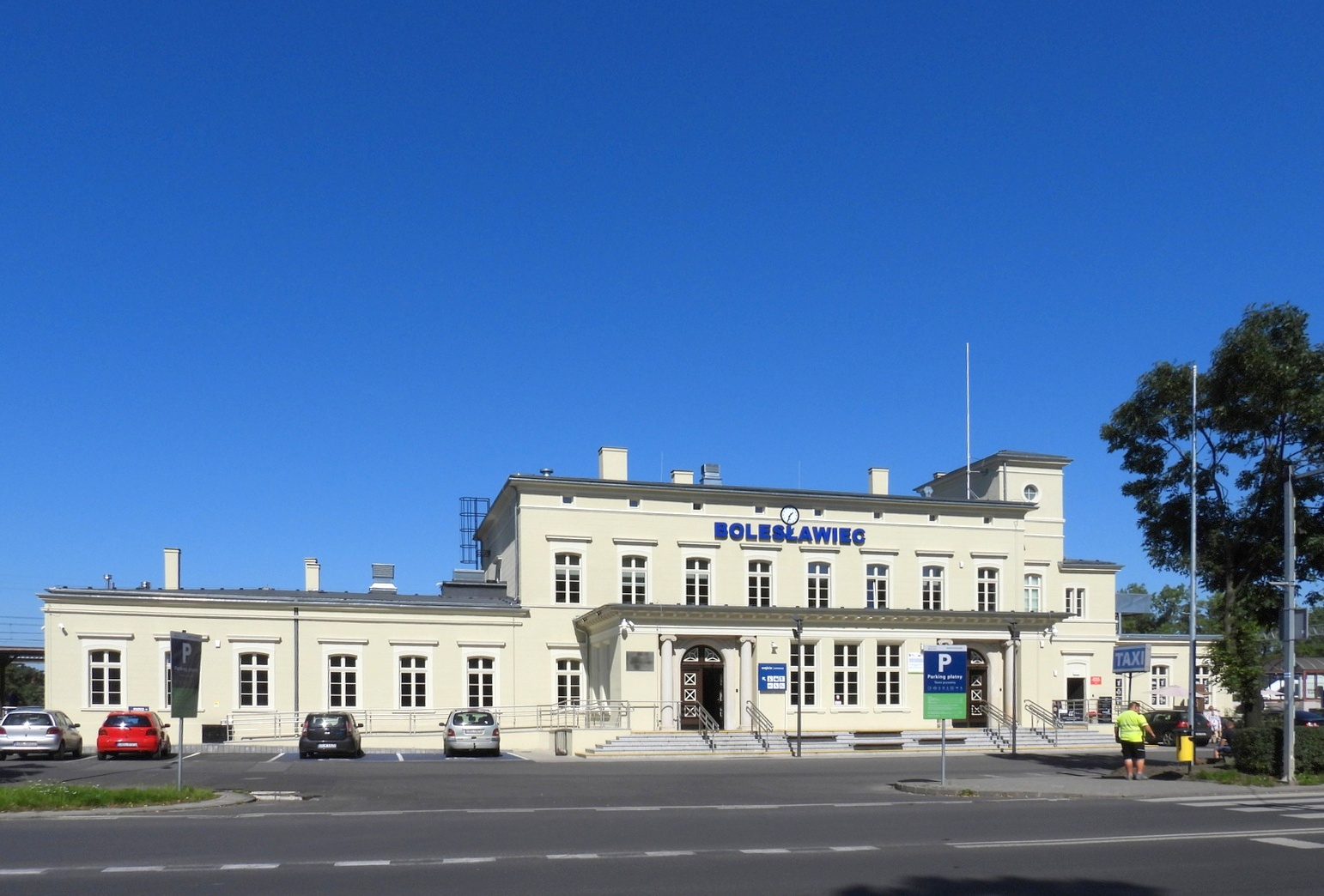
Dworzec kolejowy

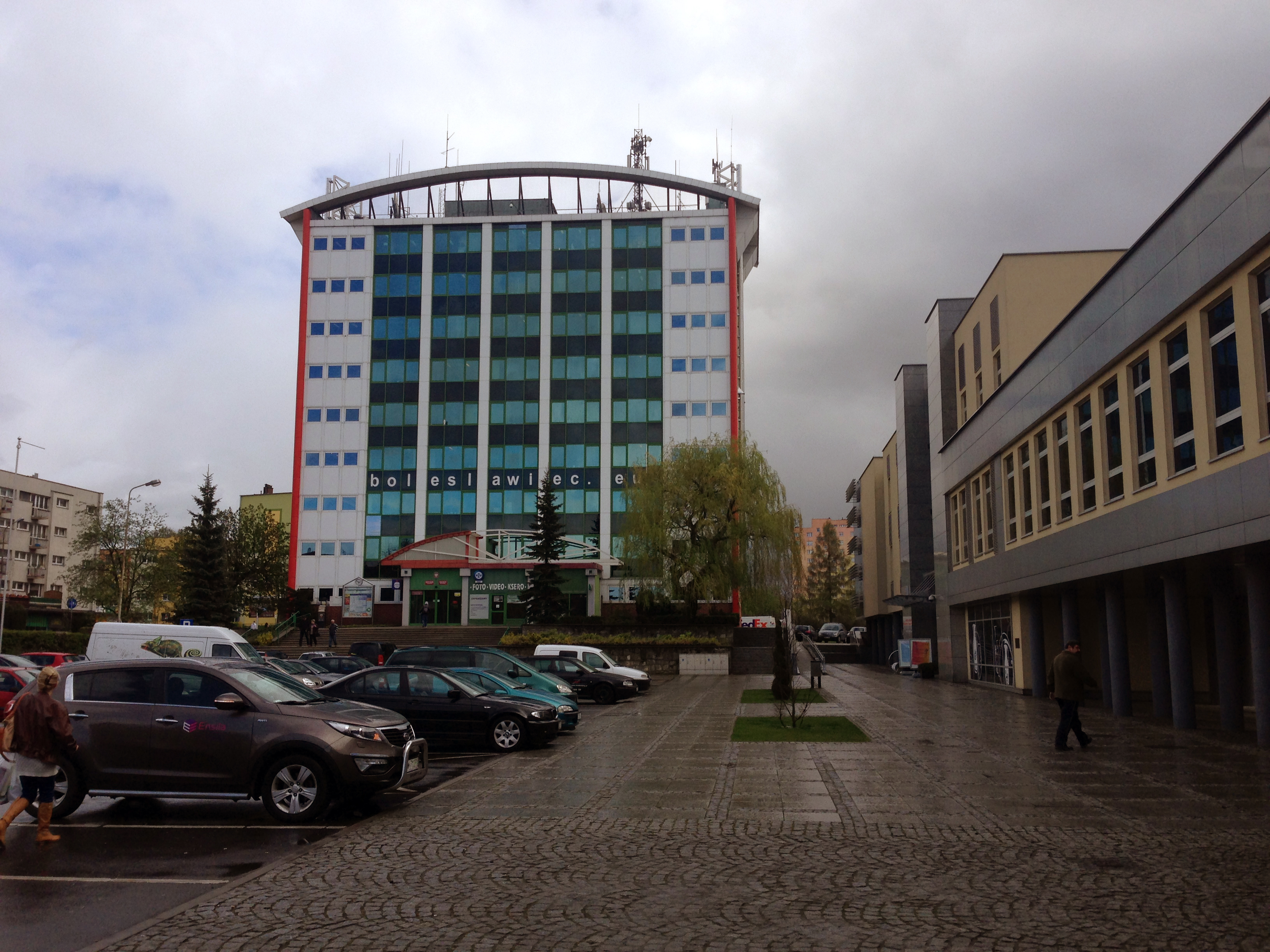
Widok na pl. marsz. Józefa Piłsudskiego

### Drogi
Bolesławiec położony jest na skrzyżowaniu tras Wschód-Zachód oraz Północ-Południe. Przez miasto przebiegają następujące trasy drogowe:
| Droga | Trasa |
| ----- | --- |
| 94    | 30 Zgorzelec – Bolesławiec – Legnica – Wrocław – Opole – Bytom – Będzin – Sosnowiec – Kraków – Tarnów – Rzeszów – Przeworsk – Korczowa |
| 297   | S3E65 Nowa Sól – Kożuchów – Szprotawa – Bolesławiec – Lwówek Śląski – Pasiecznik 30                                                    |
| 350   | Łęknica – Przewóz – Gozdnica – Ruszów – Osiecznica – Bolesławiec 94                                                                    |
| 363   | 297 Bolesławiec – Złotoryja – Jawor – Drogomiłowice 345                                                                                |

Z Bolesławca są też lokalne trasy do Lubania, Krzyżowej, Starych Jaroszewic i Ocic.

### Kolej

#### Historia
Historia kolei żelaznych w Bolesławcu sięga I połowy XIX wieku. 1 września 1846 otwarto dwutorową linię kolejową Miłkowice – Bolesławiec – Żary o długości 102,4 km. 30 marca 1900 linię tę przedłużono o 21 km odcinek Żary – Jasień. Po zakończeniu II wojny światowej rozebrano drugi tor na 63 km odcinku Węgliniec – Jasień. W grudniu 1985 zakończono elektryfikację 61,5 km odcinka Miłkowice – Bolesławiec – Węgliniec.

#### Linie kolejowe
- Linia kolejowa nr 282
- Linia kolejowa nr 323 (zlikwidowana)

### Transport zbiorowy
W mieście znajduje się zajezdnia autobusowa.

#### Przewoźnicy
- PKS w Bolesławcu Sp. z o.o.[74]
- Auto-Linie[75]
- Grażyna[76]

### Komunikacja miejska
Teren Bolesławca obsługuje Miejski Zakład Komunikacji w Bolesławcu. W czerwcu 2018 na terenie miasta wprowadzono bezpłatną komunikację miejską.

### Transport lotniczy
Około 17 km na północny wschód od miasta funkcjonuje lądowisko Krzywa, na terenie byłego lotniska.

## Oświata
Przedszkola, szkoły podstawowe i szkoły ponadpodstawowe, szkoły prywatne i szkoły wyższe w Bolesławcu:

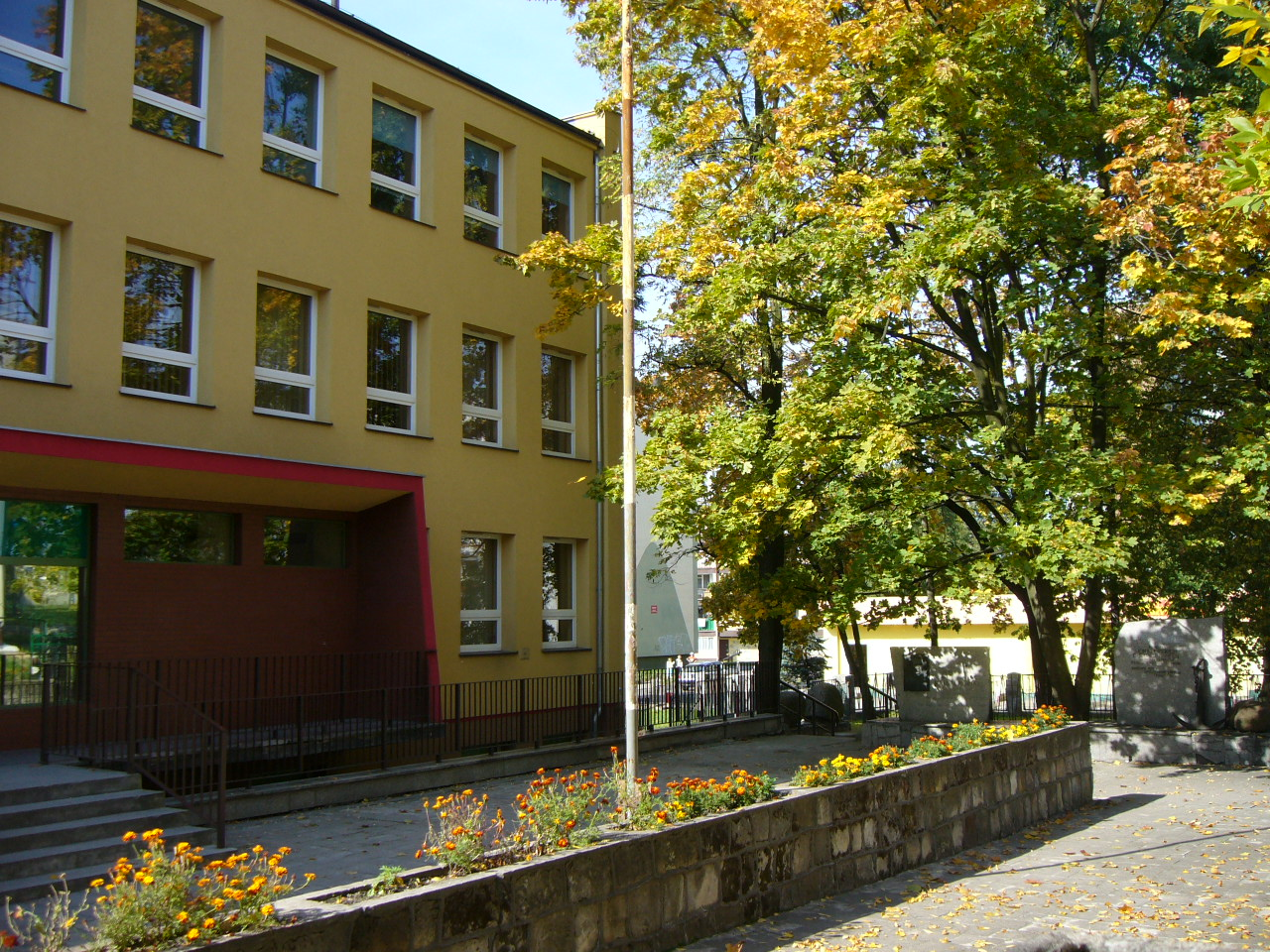
Gimnazjum samorządowe nr 3. Dawniej szkoła podstawowa z tradycjami morskimi

| Szkolnictwo                                                                                | Szkolnictwo                               | Szkolnictwo                                                |
| Szkoła                                                                                     | Adres                                     | Zespół szkół                                               |
| ------------------------------------------------------------------------------------------ | ----------------------------------------- | ---------------------------------------------------------- |
| Miejskie Przedszkole Publiczne nr 1                                                        | ul. Jana Pawła II 50d                     |                                                            |
| Miejskie Przedszkole Publiczne nr 2 im. Marii Konopnickiej                                 | ul. Mikołaja Brody 17                     |                                                            |
| Miejskie Przedszkole Publiczne nr 3                                                        | ul. Ceramiczna 5                          |                                                            |
| Miejskie Przedszkole Publiczne nr 4                                                        | ul. Sądowa 9                              |                                                            |
| Miejskie Przedszkole Publiczne nr 5 im. Jana Brzechwy                                      | ul. Zygmunta Augusta 16b                  |                                                            |
| Miejskie Przedszkole Publiczne nr 6                                                        | ul. Piotra i Pawła 2                      |                                                            |
| Miejskie Przedszkole Publiczne nr 7 z oddziałami integracyjnymi                            | ul. Górne Młyny 5                         |                                                            |
| Niepubliczne Przedszkole Integracyjne "Mali odkrywcy"                                      | ul. Polna 25                              |                                                            |
| Przedszkole Niepubliczne Nibylandia                                                        | ul. Ignacego Łukasiewicza 8/41            |                                                            |
| Prywatne Przedszkole Jacek i Agatka                                                        | ul. Komuny Paryskiej 1                    |                                                            |
| Prywatne Przedszkole OXPRESS                                                               | ul. Heleny i Wincentego Tyrankiewiczów 22 | Zespół Szkół Oxpress                                       |
| Szkoła Podstawowa nr 1 im. Janusza Kusocińskiego                                           | ul. Jana Pawła II 38c                     | Miejski Zespół Szkół nr 2                                  |
| Szkoła Podstawowa z oddziałami integracyjnymi nr 2 im. Bohaterów II Armii Wojska Polskiego | ul. Juliusza Słowackiego 2                | Miejski Zespół Szkół nr 3                                  |
| Szkoła Podstawowa nr 3 im. Armii Krajowej                                                  | ul. Ceramiczna 5                          |                                                            |
| Szkoła Podstawowa nr 4 im. Jana Matejki                                                    | ul. Mikołaja Brody 12 ul. Bielska 5       |                                                            |
| Szkoła Podstawowa nr 5 im. Aleksandra Janowskiego                                          | ul. Dolne Młyny 60                        | Miejski Zespół Szkół nr 1                                  |
| Publiczna Szkoła Podstawowa Zakonu Pijarów im. ks. Stanisława Konarskiego                  | ul. Bankowa 10                            | Zespół Szkół Zakonu Pijarów im. ks. Stanisława Konarskiego |
| Prywatna Szkoła Podstawowa OXPRESS                                                         | ul. Heleny i Wincentego Tyrankiewiczów 22 | Zespół Szkół Oxpress                                       |
| I Liceum Ogólnokształcące im. Władysława Broniewskiego                                     | ul. Heleny i Wincentego Tyrankiewiczów 11 |                                                            |
| II Liceum Ogólnokształcące im. Janusza Korczaka                                            | ul. Dolne Młyny 60                        | Miejski Zespół Szkół nr 1                                  |
| Publiczne Liceum Ogólnokształcące Oxpress                                                  | al. Tysiąclecia 48                        | Zespół Szkół Oxpress                                       |
| Technikum nr 1                                                                             | ul. Górne Młyny 1                         | Zespół Szkół Mechanicznych                                 |
| Technikum nr 2                                                                             | al. Tysiąclecia 51                        | Zespół Szkół Budowlanych                                   |
| Technikum nr 3                                                                             | ul. Komuny Paryskiej 6                    | Zespół Szkół Ogólnokształcących i Zawodowych               |
| Technikum nr 4                                                                             | ul. Heleny i Wincentego Tyrankiewiczów 2  | Zespół Szkół Elektronicznych                               |
| Technikum nr 5                                                                             | ul. Zgorzelecka 18                        | Zespół Szkół Handlowych i Usługowych                       |
| Branżowa Szkoła I stopnia nr 1                                                             | ul. Górne Młyny 1                         | Zespół Szkół Mechanicznych                                 |
| Branżowa Szkoła I stopnia nr 2                                                             | al. Tysiąclecia 51                        | Zespół Szkół Budowlanych                                   |
| Branżowa Szkoła I stopnia nr 3                                                             | ul. Komuny Paryskiej 6                    | Zespół Szkół Ogólnokształcących i Zawodowych               |
| Branżowa Szkoła I stopnia nr 4                                                             | ul. Heleny i Wincentego Tyrankiewiczów 2  | Zespół Szkół Elektronicznych                               |
| Branżowa Szkoła I stopnia nr 5                                                             | ul. Zgorzelecka 18                        | Zespół Szkół Handlowych i Usługowych                       |
| Prywatne Liceum Ogólnokształcące dla Dorosłych „MUR”                                       | ul. Jana Pawła II 38c                     |                                                            |
| Prywatne Liceum Ogólnokształcące ‘College’                                                 | ul. Bankowa 6e/2                          |                                                            |
| Uniwersytet Ekonomiczny we Wrocławiu – Zamiejscowy Ośrodek Dydaktyczny                     |                                           |                                                            |
| Akademia Górniczo-Hutnicza w Krakowie – Zamiejscowy Ośrodek Dydaktyczny                    | ul. Heleny i Wincentego Tyrankiewiczów 11 |                                                            |

## Media
- Prasa:
  - Gazeta Bolec.Info – bezpłatny dwutygodnik
  - Gazeta istotne.pl – bezpłatny dwutygodnik wydawany od 2009 (wcześniej pod nazwą Istotne Informacje)
  - Express Bolesławiecki (wydawana przez grupę Expressy Dolnośląskie)
- Telewizja:
  - Telewizja Bolesławiec
- Internet:
  - bobrzanie.pl
  - istotne.pl (wcześniej: boleslawiec.org, istotneinformacje.pl)
  - bolec.info
  - wboleslawcu.pl

## Kultura
- Do 1944 w Teatrze Starym funkcjonował Śląski Teatr Krajowy (Schlesisches Landestheater von Bunzlau), posiadający stały zespół teatralny. Po wojnie teatr był sceną Młodzieżowego Domu Kultury w Bolesławcu. Budynek ze względu na stan techniczny został w 2007 zamknięty. Po uzyskaniu dofinansowania unijnego przeprowadzono gruntowny remont. 23 marca 2012 został ponownie otwarty i wykorzystywany jest przez MDK i powiat bolesławiecki.
- W 2014 odbył się 50. Międzynarodowy Plener Ceramiczno-Rzeźbiarski[105].
- Od 1994 w przedostatni weekend sierpnia w Bolesławcu odbywa się Święto Ceramiki. Jest to trzydniowy (od 2012 pięciodniowy) festyn, mający na celu promowanie bolesławieckiej ceramiki. Od 2007 w trakcie Bolesławieckiego Święta Ceramiki odbywa się Parada Glinoludów.
- Od 1990 organizowany jest Blues nad Bobrem – międzynarodowa impreza bluesowa, połączona z warsztatami bluesowymi. W 2007 pojawili się m.in. Dżem, Nocna Zmiana Bluesa i rodzima Obstawa Prezydenta.
- Co roku w czerwcu odbywają się Dni Miasta
- Tradycją jest też Dzień Kultury Bałkańskiej, odbywający się na początku lata.

## Wspólnoty wyznaniowe

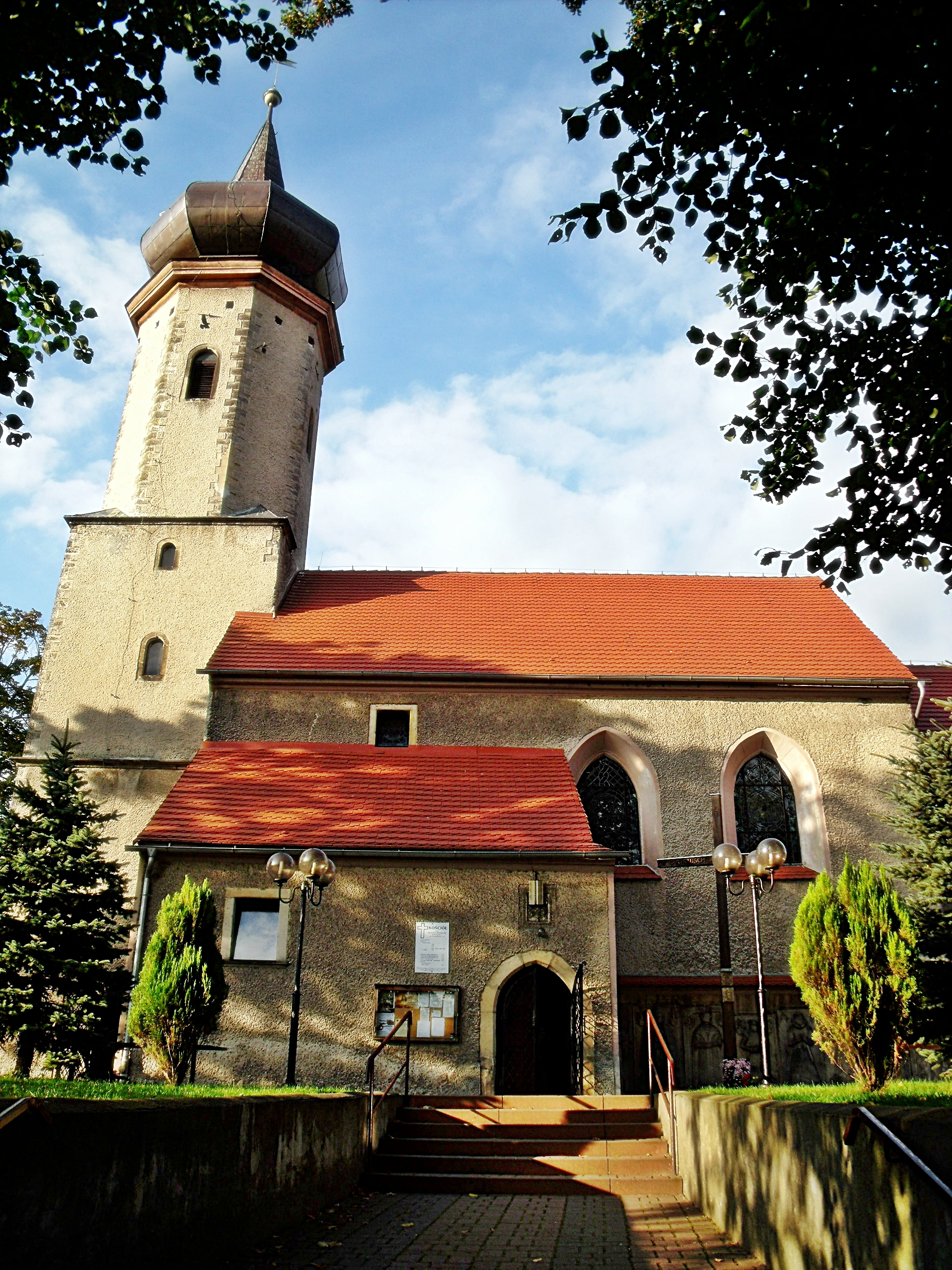
Kościół MB Różańcowej

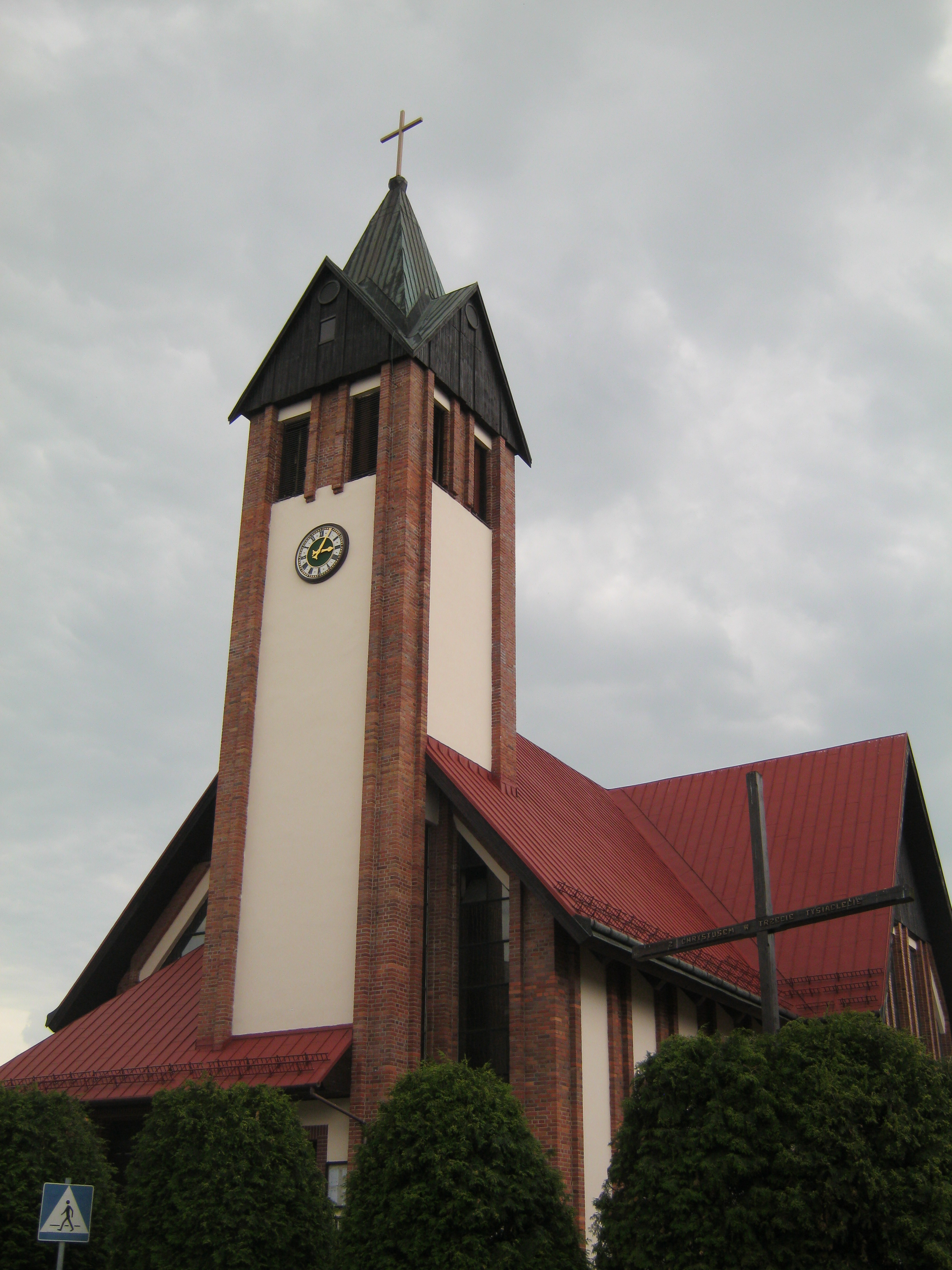
Kościół rzymskokatolicki św. Cyryla i Metodego

Na terenie miasta działalność religijną prowadzą następujące Kościoły i związki wyznaniowe:
- Kościół Adwentystów Dnia Siódmego w RP:
  - zbór w Bolesławcu[106]
- Kościół Ewangelicko-Augsburski w RP:
  - filiał w Bolesławcu Parafii Ewangelicko-Augsburskiej w Lubaniu[107]
- Kościół greckokatolicki:
  - placówka duszpasterska w Bolesławcu, nabożeństwa odbywają się w kościele rzymskokatolickim Matki Bożej Nieustającej Pomocy[108]
- Kościół rzymskokatolicki[109]:
  - parafia Świętych Cyryla i Metodego, ul. Krótka 1
  - parafia Wniebowzięcia Najświętszej Maryi Panny i św. Mikołaja, ul. Kościelna 3
  - parafia Matki Bożej Nieustającej Pomocy, pl. Zamkowy 1b
  - parafia Matki Bożej Różańcowej, ul. Ptasia 5
  - parafia Najświętszego Ciała i Krwi Chrystusa, ul. Elizy Orzeszkowej 3
  - parafia Najświętszego Serca Pana Jezusa, ul. Jarzębinowa 49
  - Bractwo Kapłańskie Świętego Piusa X, kaplica Najświętszej Marii Panny Nieustającej Pomocy, ul. Garncarska 17[110]
- Kościół Zielonoświątkowy:
  - zbór „Dobra Nowina”[111]
- Świadków Jehowy:
  - zbór Bolesławiec-Południe[112]
  - zbór Bolesławiec-Północ[112]
  - zbór Bolesławiec-Rosyjski[112]
  - zbór Bolesławiec-Zachód[112]
    - Sala Królestwa, ul. Sadowa 36 lok. 1[113][112].

## Honorowi obywatele
Do lipca 2016 tytułem Honorowego Obywatela wyróżniono 12 osób.
- Edward Bober (ur. 1930, zm. 2021): duchowny katolicki, Prałat Domowy Jego Świątobliwości. W 1969 został skierowany z misją odbudowy poewangelickiego kościoła w Bolesławcu i utworzenia nowej parafii. W latach 1969–2006 proboszcz parafii pw. Matki Bożej Nieustającej Pomocy w Bolesławcu i dziekan dekanatu Bolesławiec-Zachód. Tytuł nadano w 2000[115].
- Hubert Bonin (ur. 1912, zm. 2008): harcerz, założyciel harcerstwa w powiecie bolesławieckim, więzień obozu koncentracyjnego Stutthof. (2005)
- Adam Wacław Kowalski (ur. 1907, zm. 2003): zegarmistrz, jeden z pierwszych polskich przymusowych wysiedleńców z Kresów Wschodnich przybyłych do Bolesławca w 1945, dzięki jego pracy odnowiony został po II wojnie światowej zegar na ratuszowej wieży. (2000)
- Władysław Rączka (zm. 8 czerwca 2008): duchowny katolicki, dziekan, wieloletni proboszcz parafii Wniebowzięcia Najświętszej Maryi Panny i św. Mikołaja. (1995)
- Ryszard Tomczyk (2001)
- Rolf Krieger (2002)
- Bronisław Wolanin (2011)
- Zbigniew Razik (2011)
- Jan Filipek (2011)
- Janina Bany-Kozłowska (2015)
- Krystyna Gay-Kutschenreiter (2016)
- Józef Gołębiowski (2016)

## Miasta partnerskie
Do miast partnerskich Bolesławca należą:
- Acuto
- Gmina Mariagerfjord
- Pirna
- Siegburg
- Česká Lípa
- Nogent-sur-Marne
- Prnjavor
- Molde
- Vallecorsa
- Zbaraż